# Saint-Jean (Lyon)
Pour les articles homonymes, voir Saint-Jean.
Saint-Jean est un quartier du 5e arrondissement de Lyon. Il constitue une des trois paroisses du Vieux Lyon, avec celles de Saint-Georges et Saint-Paul, et tient son nom de sa Primatiale Saint-Jean de Lyon du Primat des Gaules, dédiée à Saint Jean le Baptiste.
Centre historique de Lyon, du périmètre sauvegardé inscrit au patrimoine mondial de l'Humanité, catégorie site urbain reconnu avec ses vieux quartiers historiques préservés comme « une des plus belles villes du monde »,, ce quartier est avec ses rues piétonnes, et son important patrimoine architectural Renaissance (le plus important du monde après Venise) le quartier touristique historique pittoresque le plus important de Lyon, et un des hauts lieux de la cuisine lyonnaise, avec ses nombreux commerces, restaurants, bouchons lyonnais, brasseries, bistros, et bars,...

## Géographie
Ce quartier Renaissance se situe dans le Vieux Lyon, à l'ouest et au pied de la colline de Fourvière, à l'ouest de la Presqu'île de Lyon, sur le bord ouest des rives de Saône. 

## Histoire

### Époque romaine
Au départ, le quartier Saint-Jean est un quartier de nautes de Lugdunum (bateliers de l'antiquité) assurant notamment la liaison entre la cité romaine de Fourvière, et le carrefour de Trion d'une part, le quartier des Canabae (Presqu'île de Lyon), la cité gauloise de Condate (pied de la Croix-Rousse), et la voie romaine du Rhin d'autre part.
À partir du IVe siècle, le brigandage amène la disparition des siphons en plomb du système d'aqueducs antiques de Lyon, et de l'alimentation en eau de la cité romaine de Fourvière. Une partie de ses habitants l'abandonne, voire la déconstruit, au profit du quartier Saint-Jean. L'évêque Albin de Lyon († avant 400) y aurait fondé l'église Saint-Étienne de Lyon où il aurait été enterré. Sidoine Apollinaire atteste des embellissements et de l'achèvement de cette église de Lyon sous l'évêque Patiens († avant 494).

### Moyen Âge
Au IXe siècle, Leidrade construit une plus grande cathédrale. 
Par la suite, la Saône sépare la cité ecclésiastique, quartier Saint-Jean, du bourg marchand, dans la presqu'île. 
Au spirituel, l'archevêque de Lyon, primat des Gaules depuis 1079, ne dépend que du pape. Au temporel, il dépend des empereurs carolingiens au titre du Royaume de Bourgogne, de 1030 à 1320, puis du roi de France au-delà - mais cette puissance lui est beaucoup plus disputée (Lyon de l'an mil au rattachement à la France). Cette situation est marquée par la constitution du groupe cathédral, comprenant entre autres les églises Saint-Étienne et Sainte-Croix, détruites à la Révolution, ainsi que l'actuelle manécanterie.
Originellement, la cathédrale fut consacrée à saint Étienne, et son baptistère à saint Jean-Baptiste, devenu par la suite désignation courante de la cathédrale. L'édifice actuel fut conçu et réalisé sous trois archevêques successifs, de 1175 à 1480 : Guichard de Pontigny entame la construction d'une église romane, Jean Belles-mains développe l'édifice selon des techniques gothiques, enfin Renaud de Forez achève le projet, donnant à la cathédrale son aspect actuel. Le site contraint, entre colline et rivière, ainsi que les luttes entre puissances régentant Lyon au Moyen Âge central, ont empêché la cathédrale de disposer de tout le terrain souhaité. 

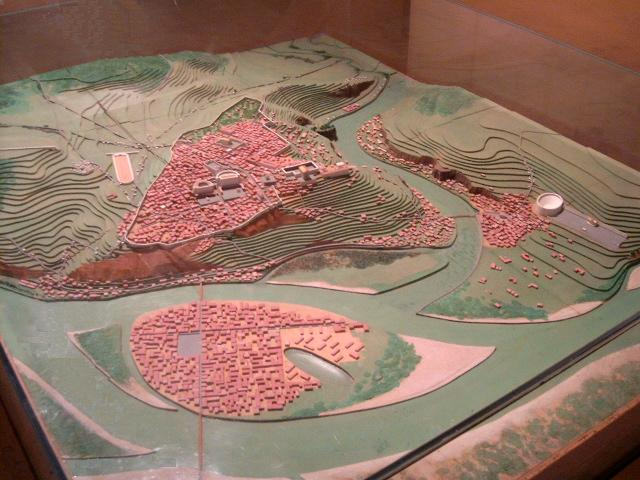
Lugdunum (Antiquité)
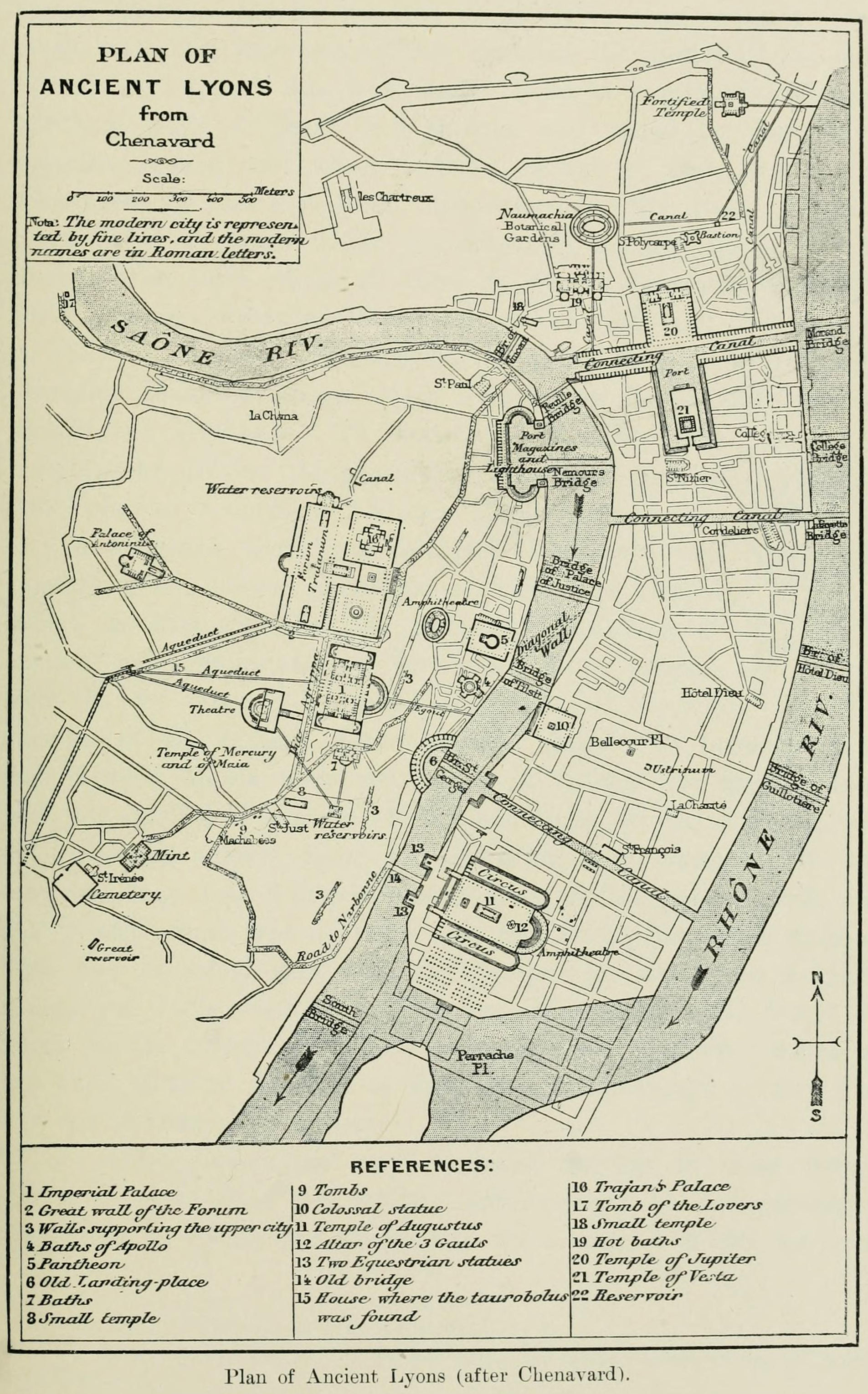
Lugdunum (Antiquité)
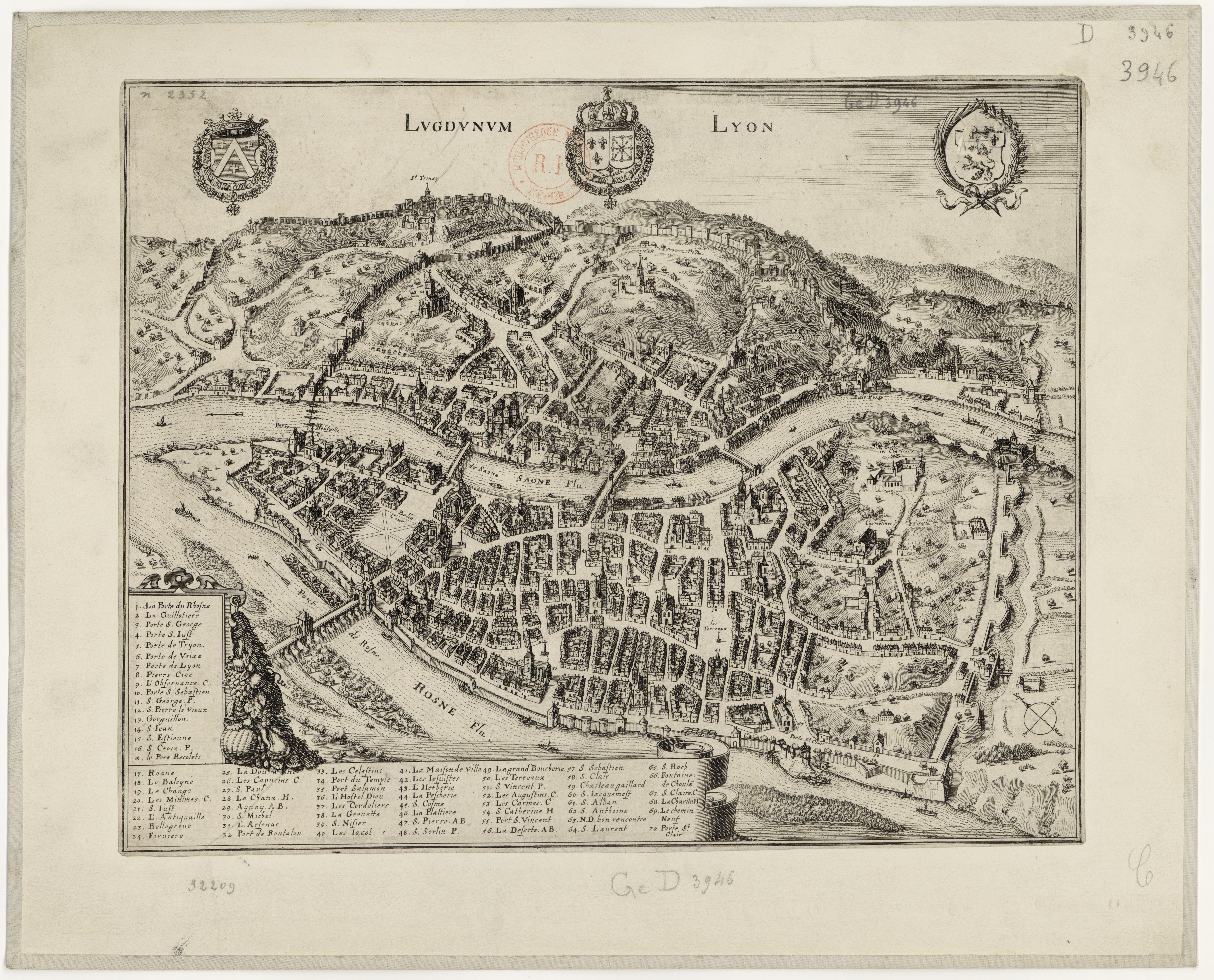
Lyon au XVIe siècle
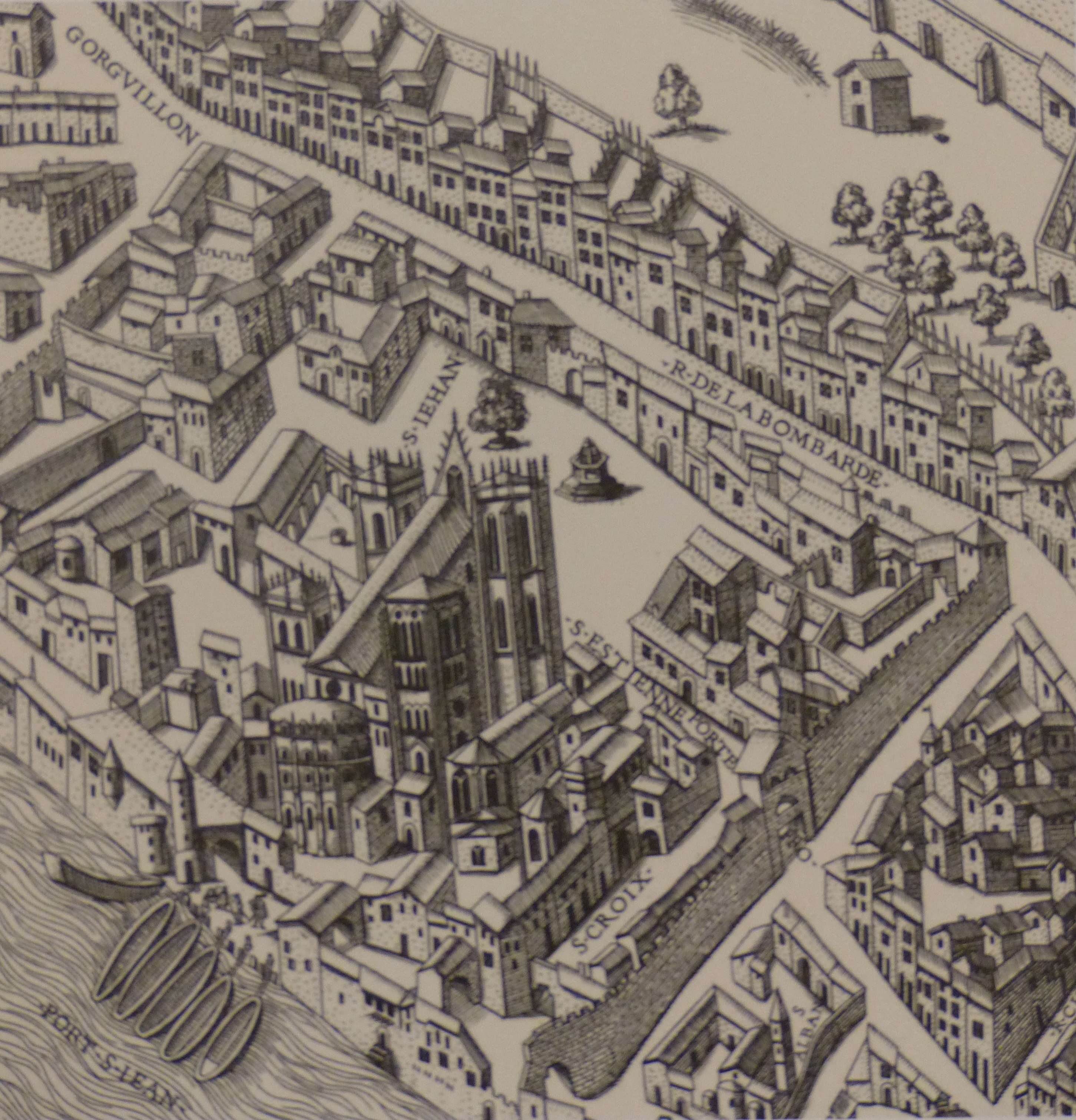
En 1550 (Renaissance)
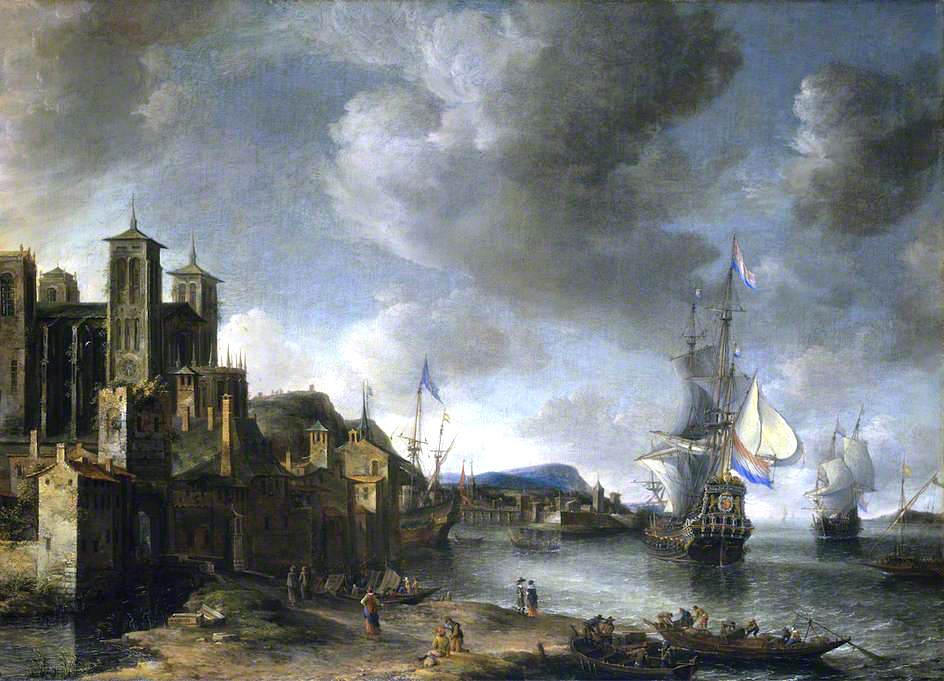
En 1660
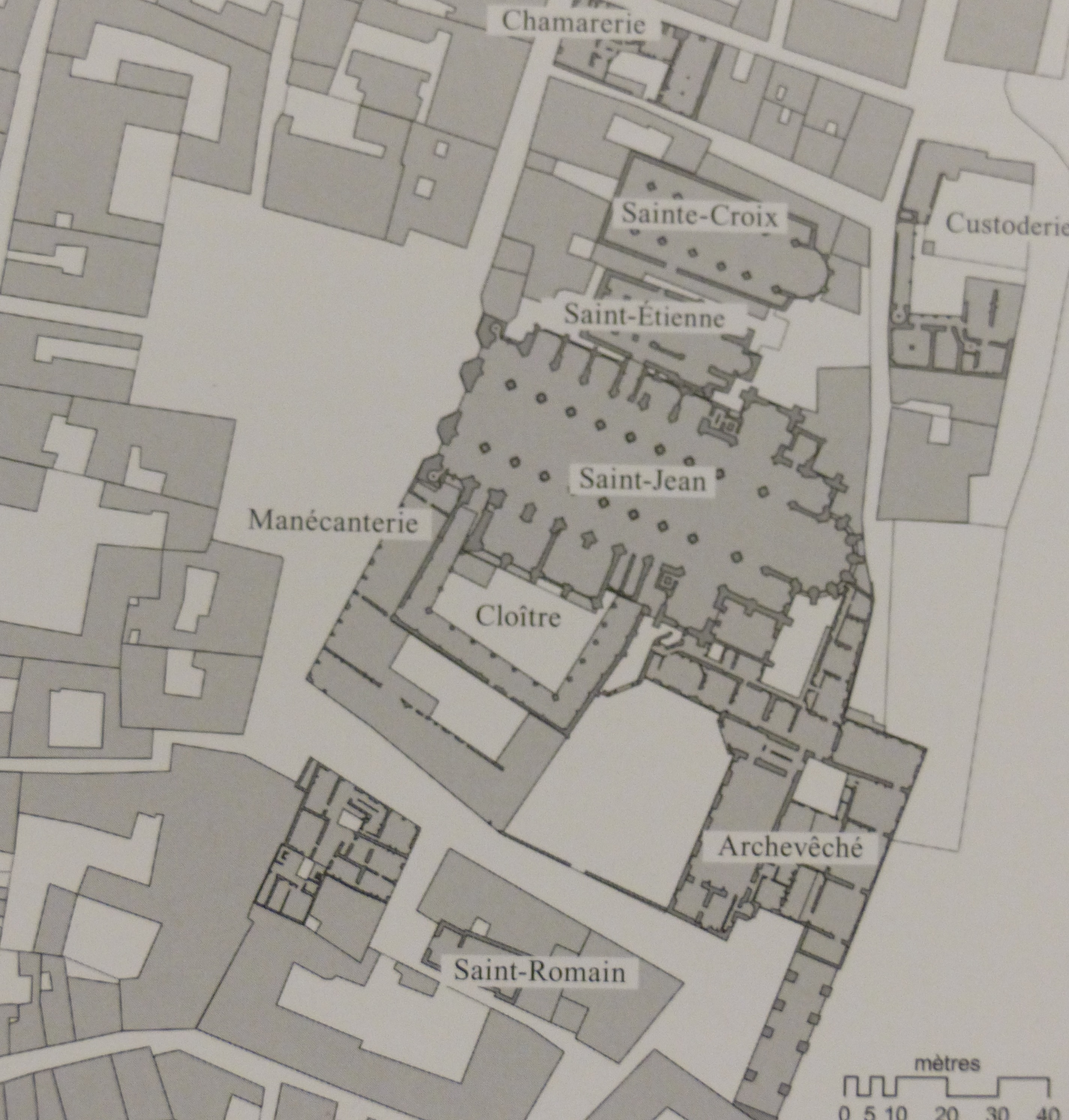
En 1750
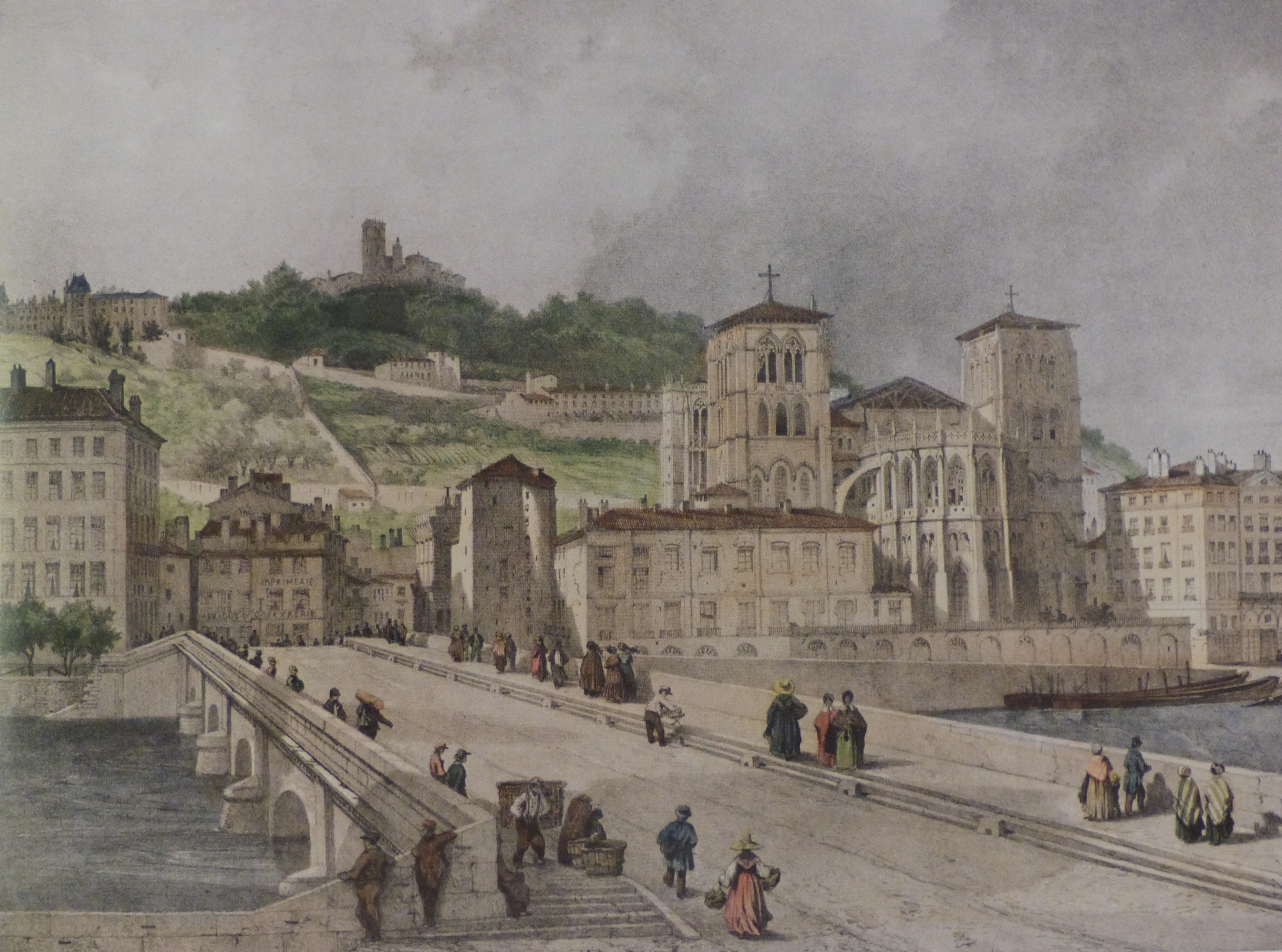
En 1848

### Renaissance
Avec le rayonnement des Foires et la présence royale, la densité et la richesse des bâtiments s'accroissent. Dans cet étroit quartier, tandis que la plupart des rues sont plus ou moins parallèles aux quais, la circulation humaine est favorisée par l'apparition de passages à travers les immeubles, les traboules - - probablement dus à l'influence toscane, comme La Tour Rose. Mais les activités nouvelles se développent plutôt dans la presqu'île.
En 1562, la ville connaît les exactions du baron des Adrets. Dans le quartier, début mai, les statues de la façade de la cathédrale et le jubé sont détruits, les églises Saint-Étienne et Sainte-Croix sont saccagées. Les troupes s’emparent de la résidence épiscopale du château de Pierre Scize, des maisons des chanoines, des couvents de la ville. Des tombes sont profanées.
En 1600, le roi Henri IV épouse Marie de Médicis en la cathédrale Saint-Jean.

### Époque classique
Entre 1631 et 1653, une première Loge des Changes est construite, sur les plans de Simon Gourdet, pour le commerce et les monnayeurs. Composé d'un portique dorique à quatre travées, d'un étage et d'un toit en terrasse, l'édifice fut rapidement jugé trop petit. 
En 1748, le Consulat commanda à Soufflot une autre loge. L'architecte agrandit la première par une travée supplémentaire et la création d'un second niveau. La nouvelle loge fut achevée dès 1750. Cependant elle servit peu jusqu'à sa transformation en salpêtrière sous la Révolution, en 1793.
Mais en 1803, dans le cadre du Concordat et des articles organiques rétablissant les cultes en France, la Loge du Change fut confiée par la ville de Lyon à la communauté protestante de Lyon. L'ancienne Loge du Change devint ainsi, par arrêté préfectoral, le Temple du Change. Il fut le premier monument à être classé Monument Historique, le 3 mai 1913.

### Restauration
Une réforme de la carte judiciaire entraîne en 1828 un projet de reconstruction du Palais de justice historique de Lyon. Louis-Pierre Baltard remporte le concours d’architecture et construit le nouveau « Palais aux 24 colonnes » de 1835 à 1847, parmi les plus beaux édifices néo-classiques de France. 

### XXesiècle
Catastrophe de Fourvière : dans la nuit du 12 au 13 novembre 1930, vers une heure du matin, un important glissement d'une partie de la colline de Fourvière détruit plusieurs immeubles. Le quartier est privé d'électricité. Puis un autre glissement ensevelit sapeurs-pompiers et policiers. Des immeubles voisins et une partie du couvent des Dames de Sion sont détruits. Vers 3h du matin, un dernier éboulement se produit. Finalement, 40 personnes y trouvèrent la mort, et 40 000 t de terres et débris durent être déblayés. Un hôpital qui menaçait ruine a été démoli, et la colline renforcée avec du béton armé. Drainées, les eaux d'infiltration alimentent depuis la fontaine construite en contrebas de la basilique Notre-Dame de Fourvière.

## Monuments et lieux remarquables

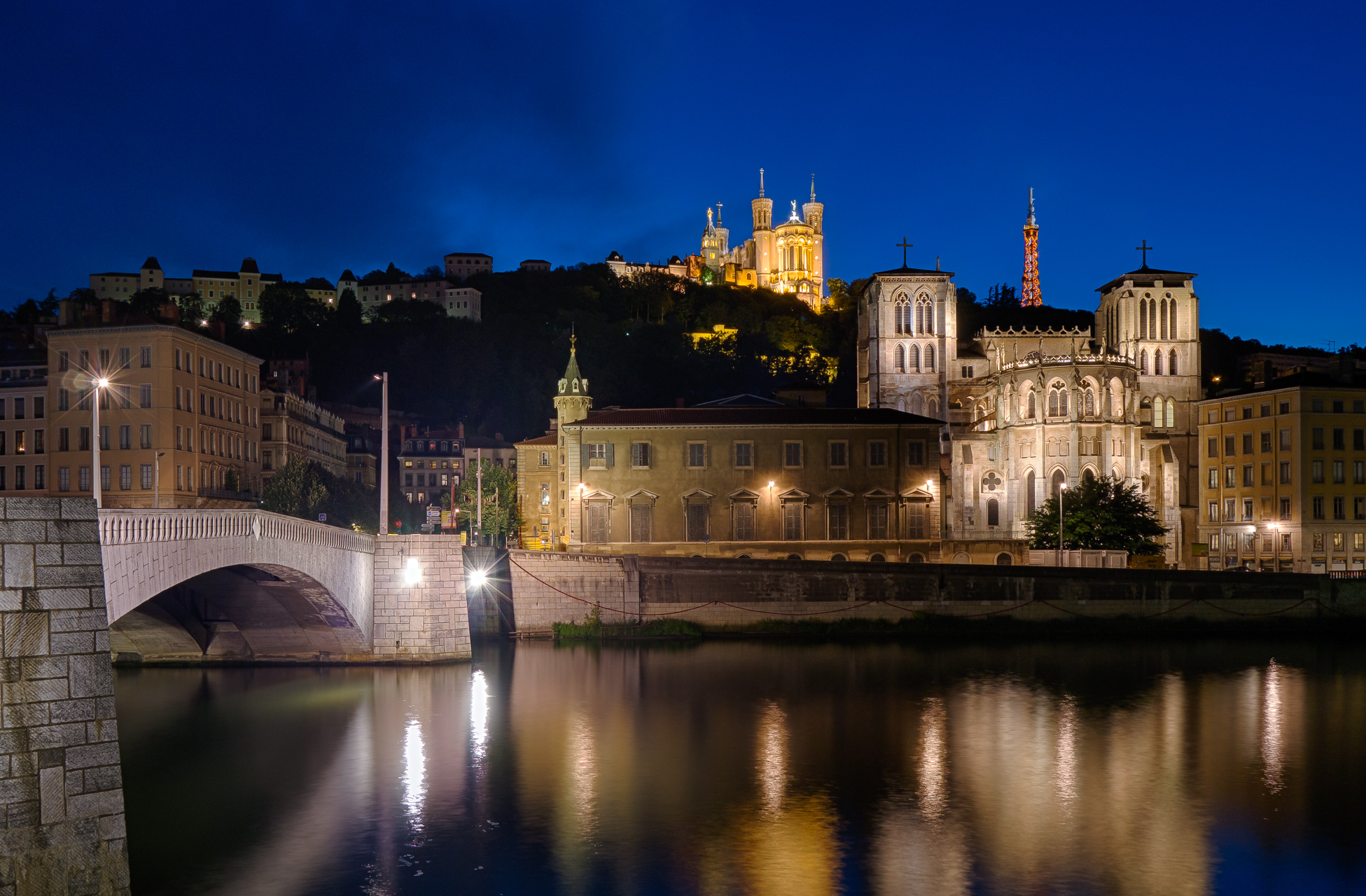
Primatiale Saint-Jean de Lyon depuis les rives de Saône (sous la Basilique Notre-Dame de Fourvière)
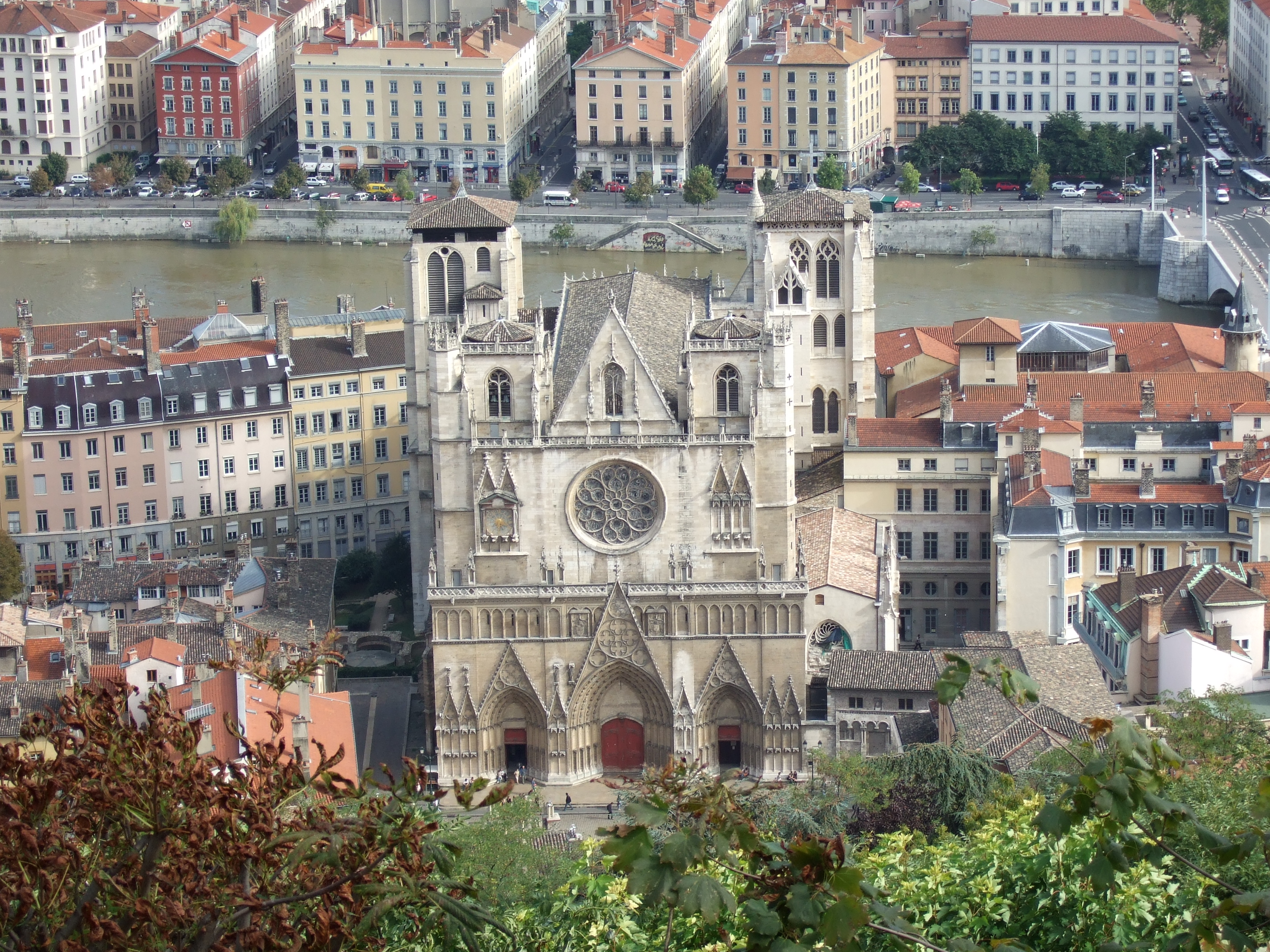
Primatiale Saint-Jean de Lyon vue du ciel (XIIe siècle)
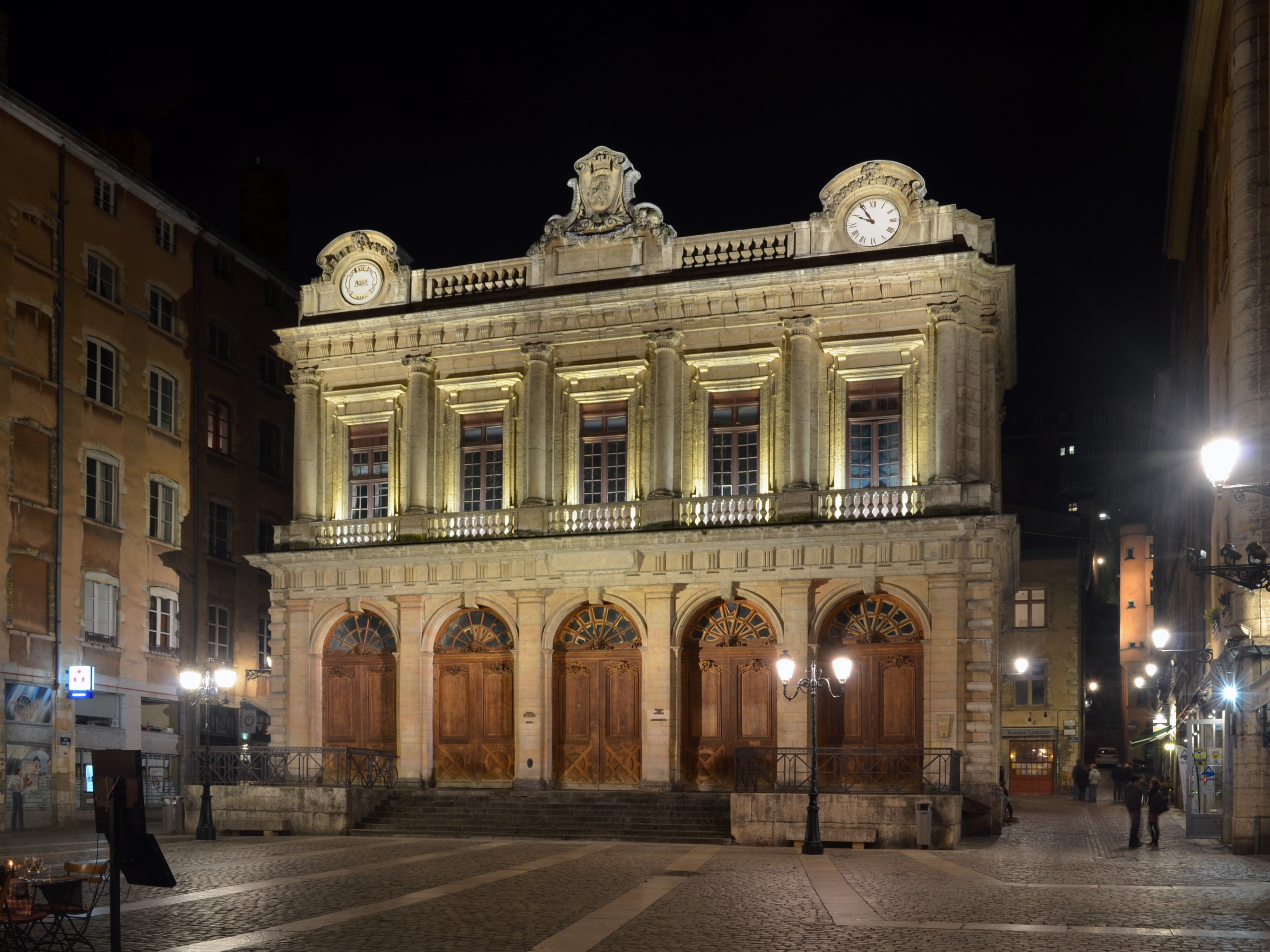
Temple du Change (XVIIe siècle)
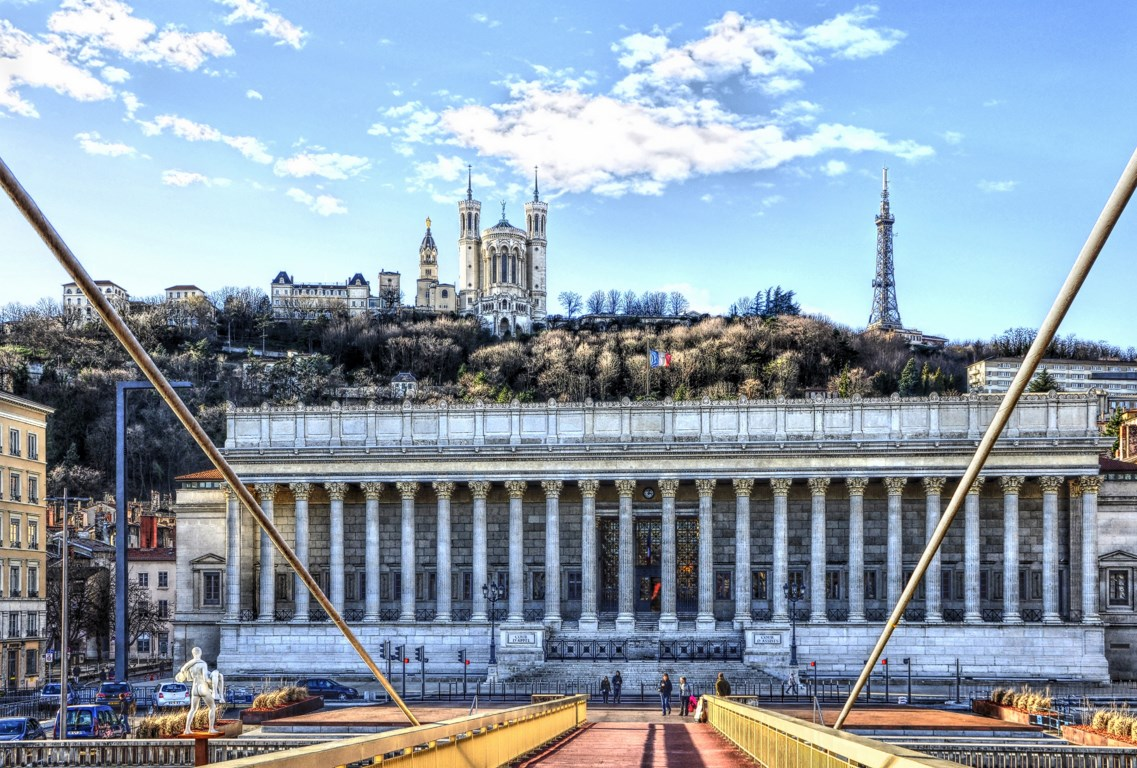
Palais de justice historique de Lyon (XIXe siècle) (sous la Basilique Notre-Dame de Fourvière)
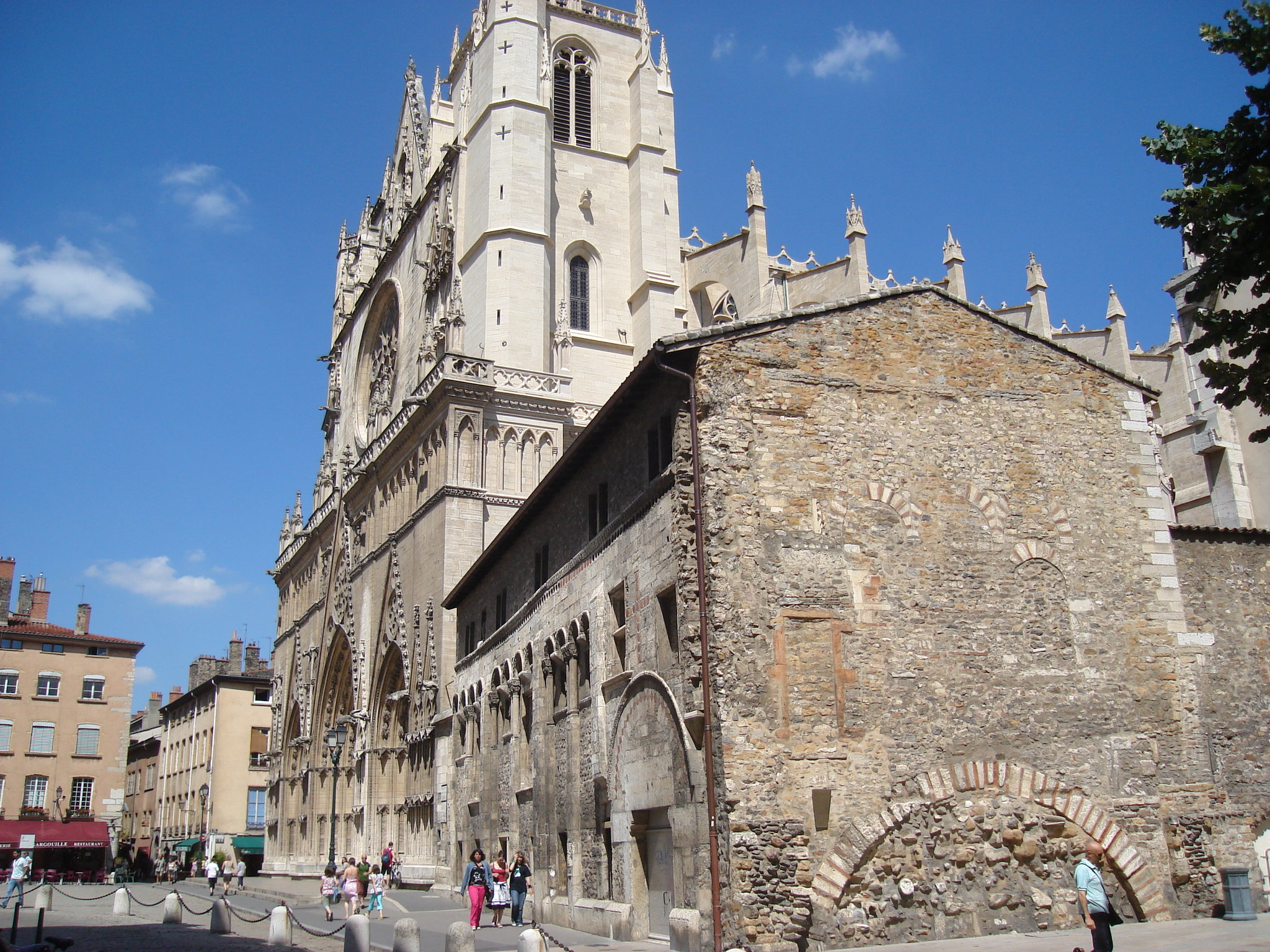
Manécanterie (XIXe siècle)
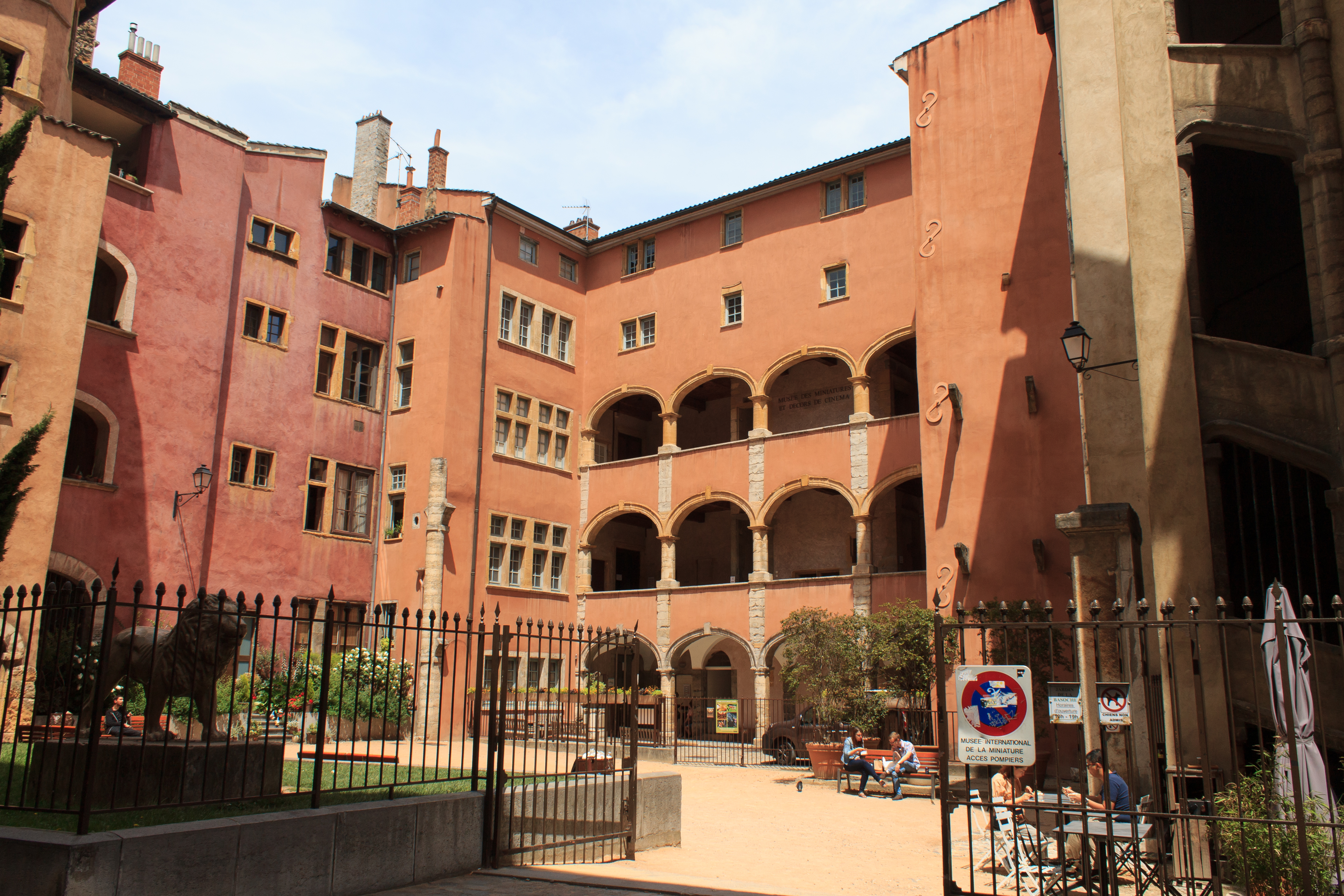
Maison des avocats et musée Miniature et Cinéma
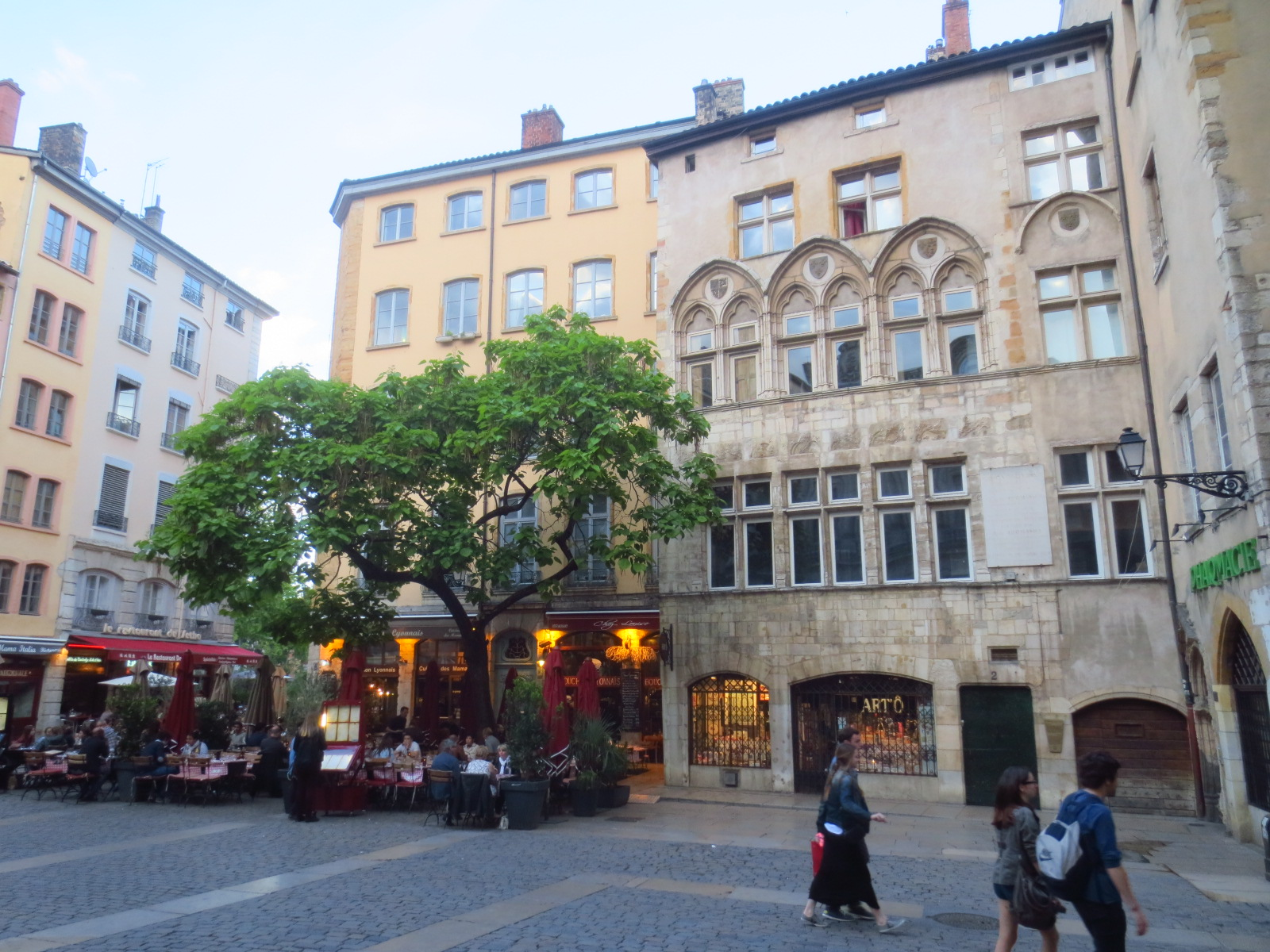
Maison Thomassin
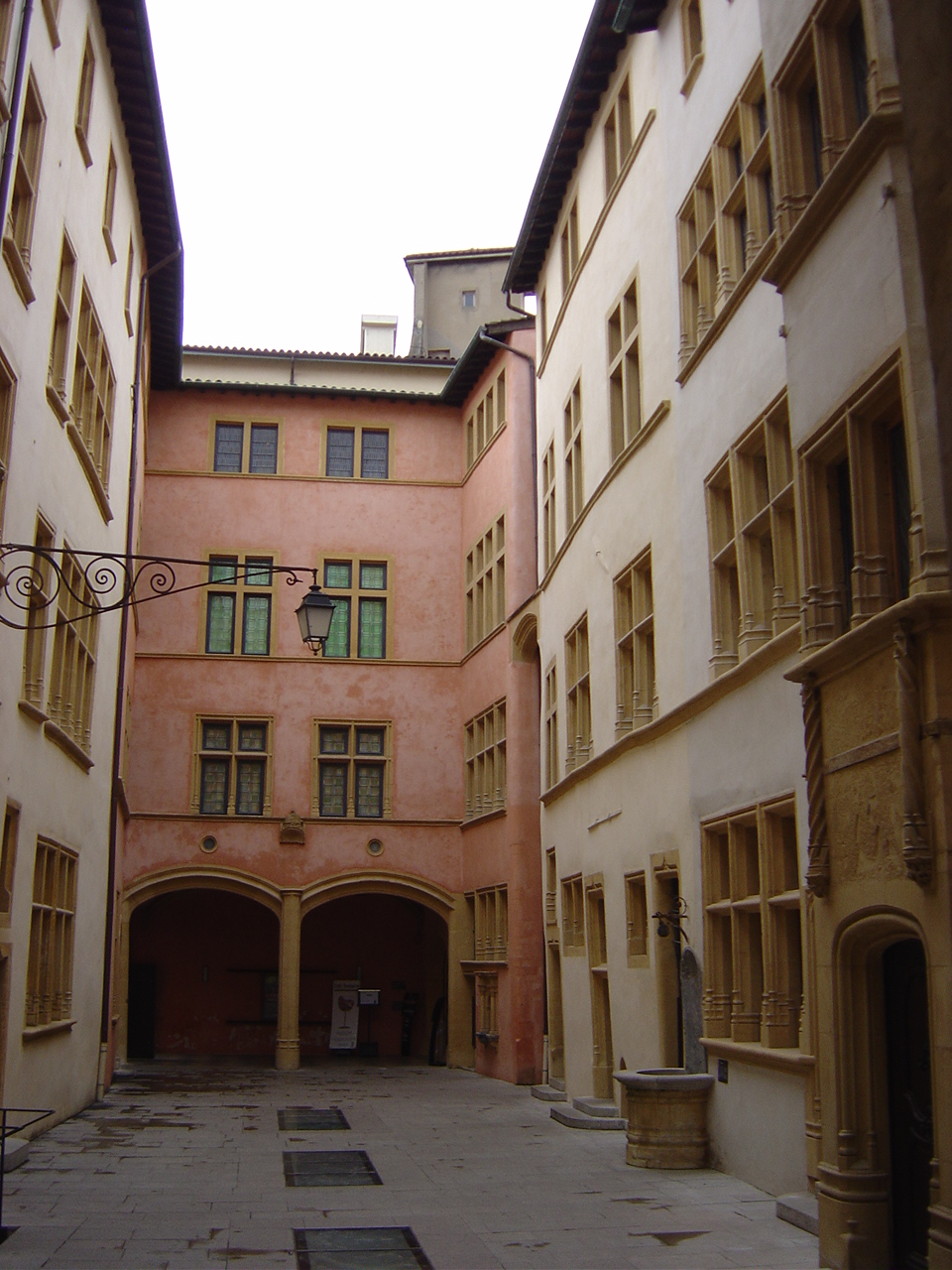
Musées Gadagne
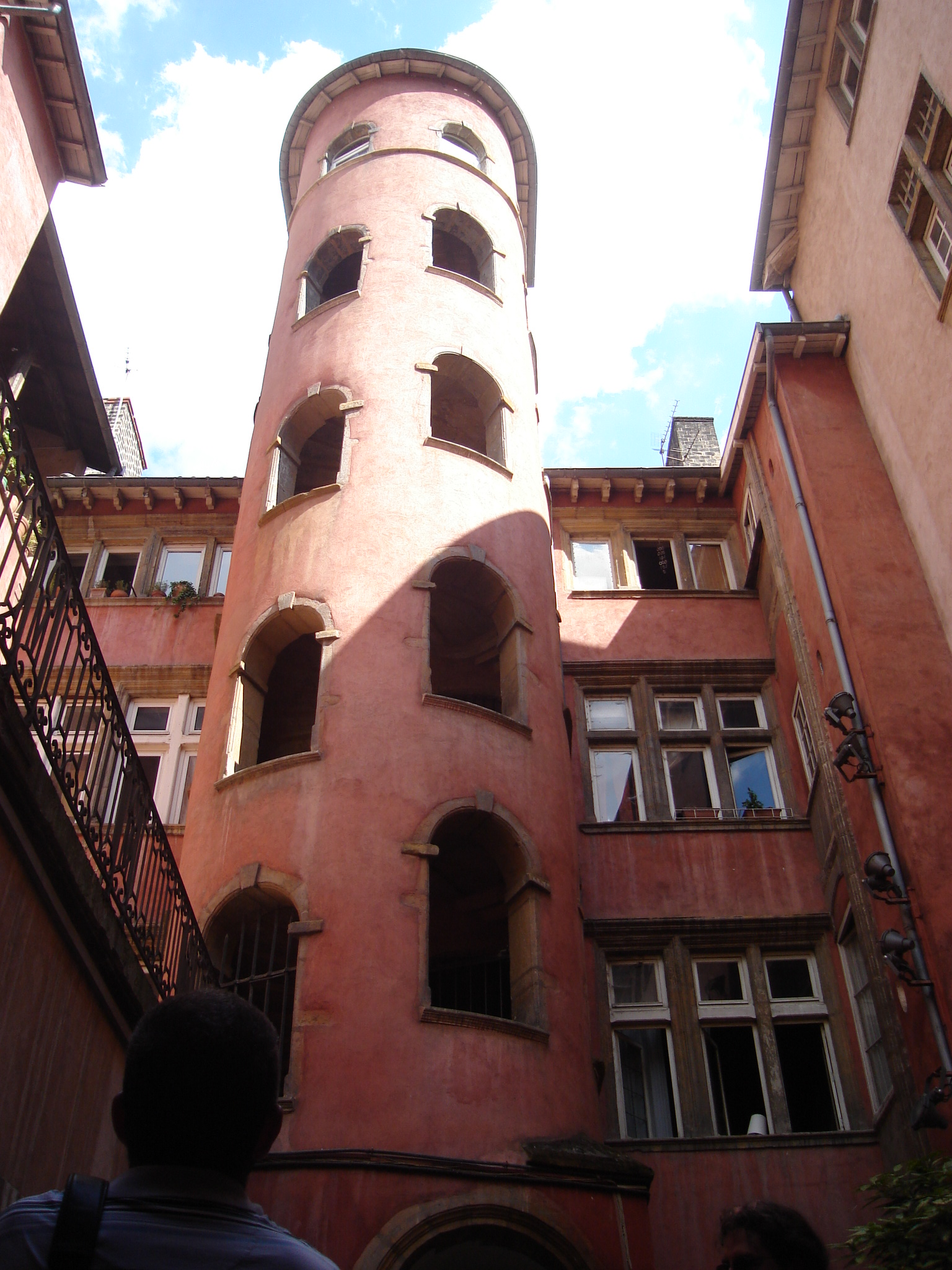
Traboule de la Tour Rose
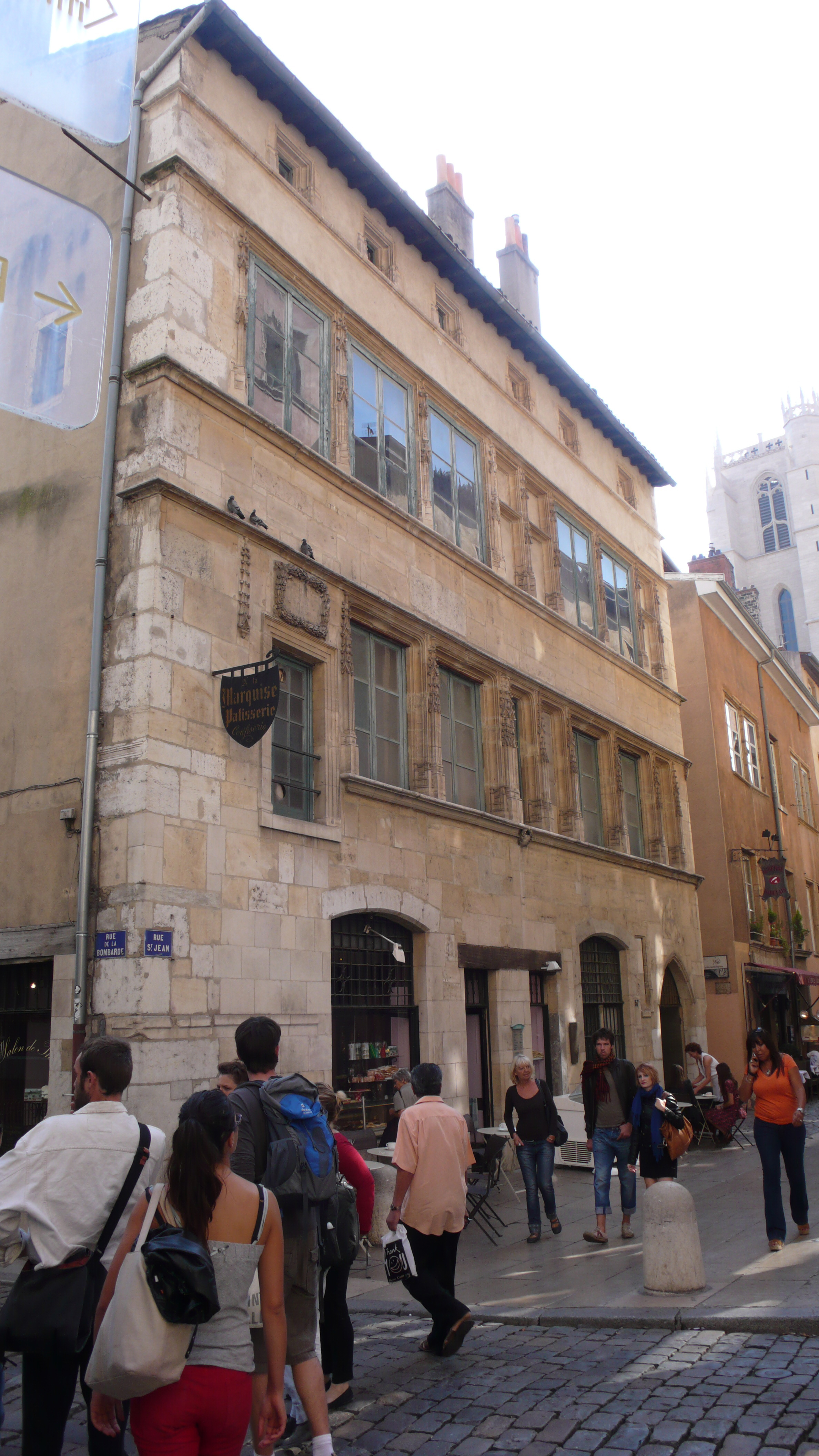
Maison du Chamarier
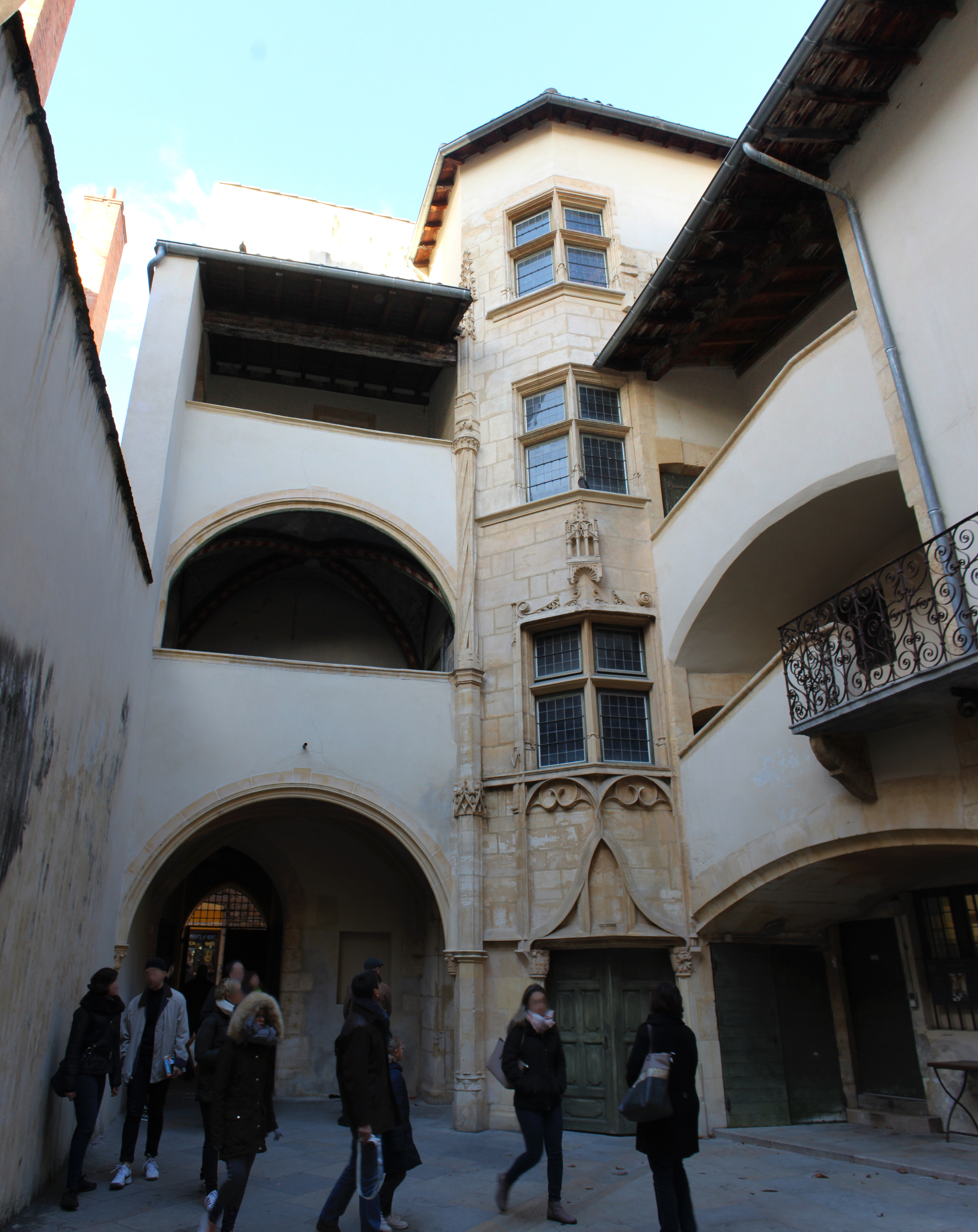
Maison du Chamarier
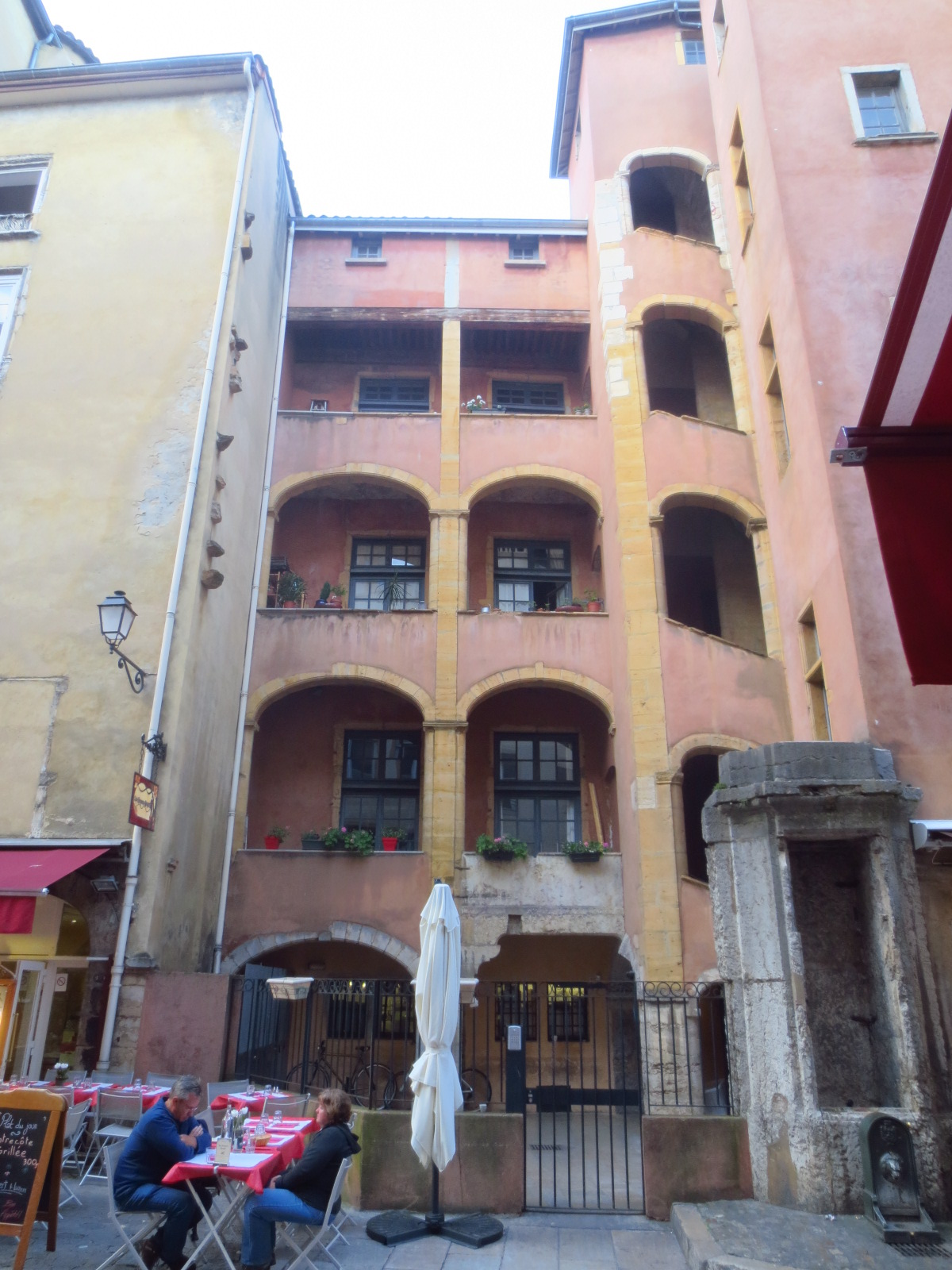
Longue Traboule

Parmi ses édifices remarquables, on trouve en premier lieu les édifices religieux, dont la primatiale Saint-Jean Baptiste, la manécanterie, l'ancien archevêché, aujourd'hui bibliothèque municipale de quartier, le jardin archéologique jouxtant la cathédrale. Les édifices civils sont représentés par l'ancien Palais de justice historique de Lyon (aujourd'hui siège de la cour d'appel de Lyon) de nombreuses traboules ainsi que de nombreux bâtiments remarquables situés sur les rues Saint-Jean, du Bœuf, Tramassac, et leurs perpendiculaires (dont la rue de Gadagne), parmi lesquels on trouve :
- La maison du Chamarier, intendant des finances de l'enceinte canoniale où se trouve la cathédrale.
- La Traboule de la Tour Rose et Longue Traboule (liste des traboules de Lyon)
- Les Musées Gadagne
- Le Temple du Change
- La maison des avocats
- Le Musée Miniature et Cinéma
- La fontaine, située montée du chemin neuf, qui rappelle la catastrophe de Fourvière de 1930.

Situation du quartier
Le quartier s'étire le long de la Saône et de ses rives, par les rue Saint-Jean, rue du Bœuf et son prolongement,  la rue Tramassac parallèles au quai Duquaire et menant à la place saint-Jean où s'élève la Primatiale.

Quelques rues et places piétonnes pittoresques du quartier Saint Jean
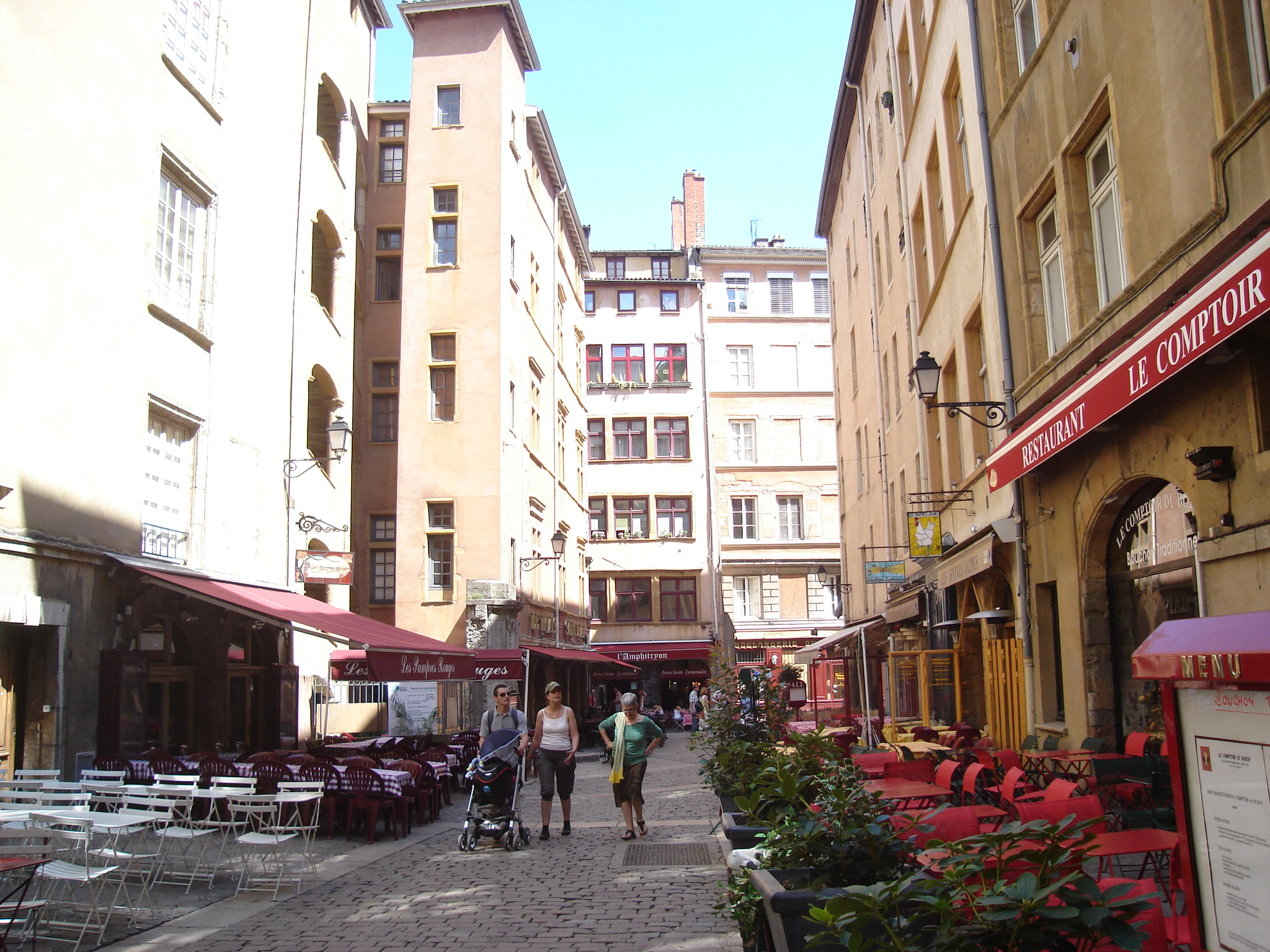
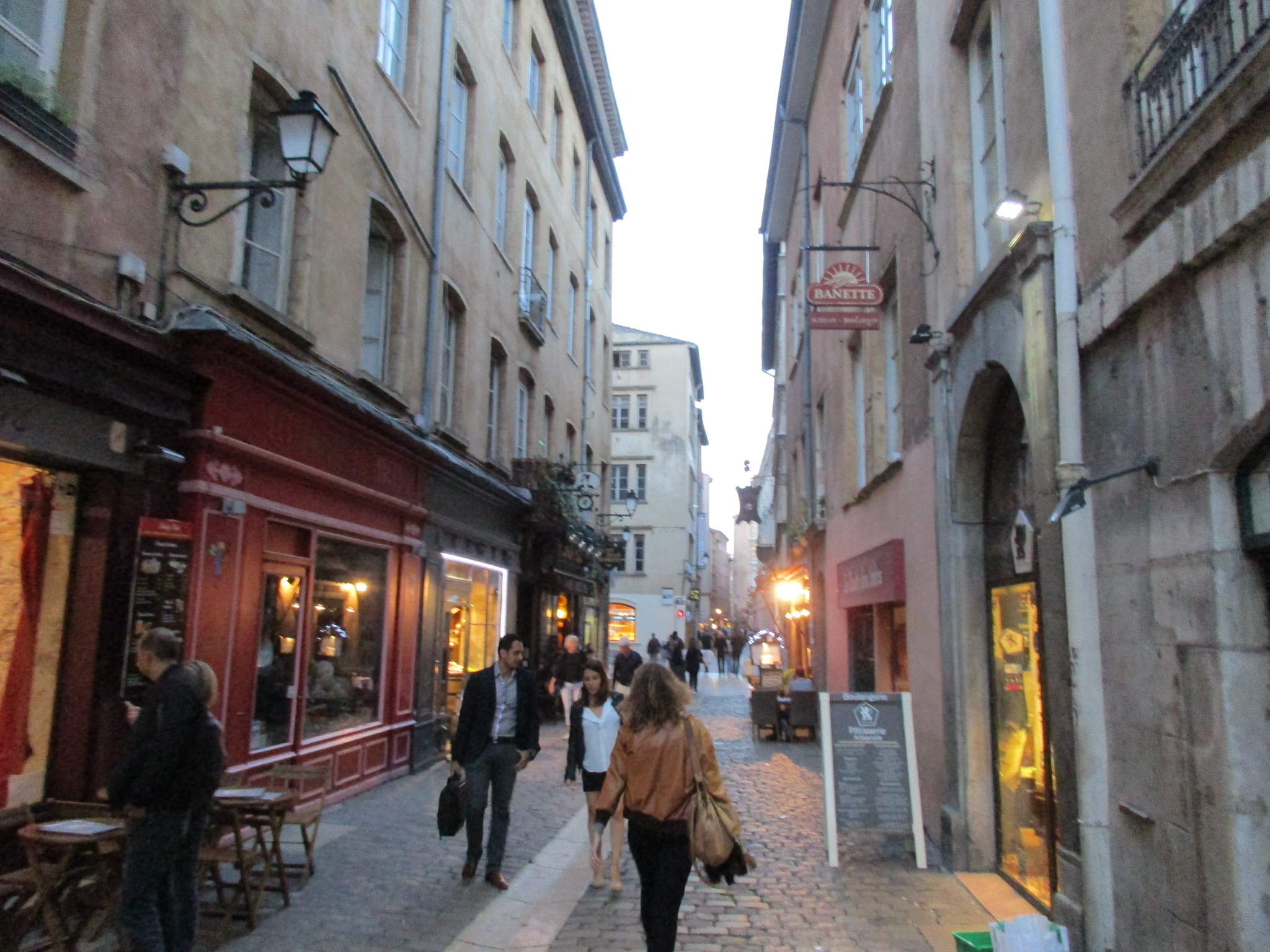
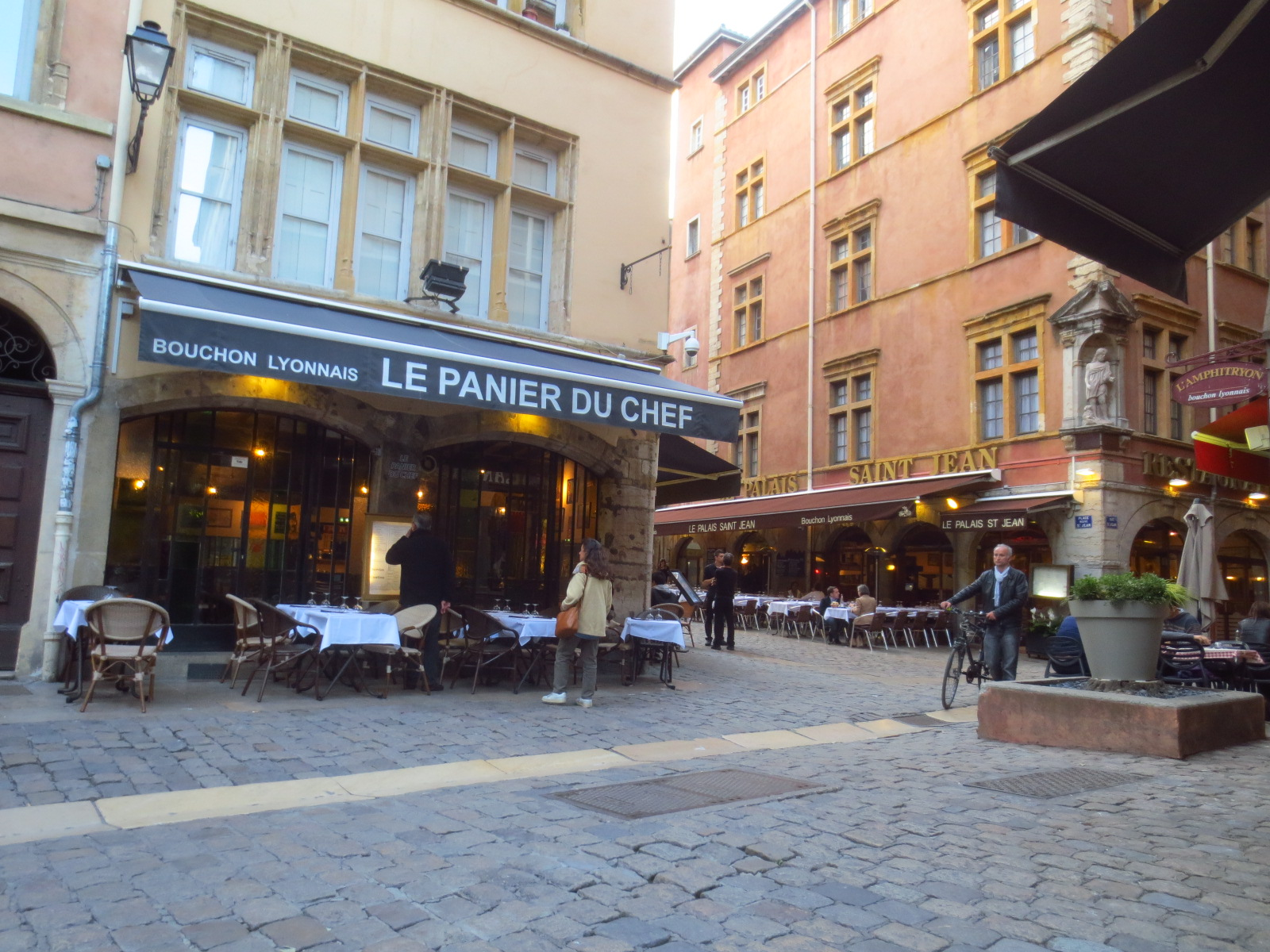
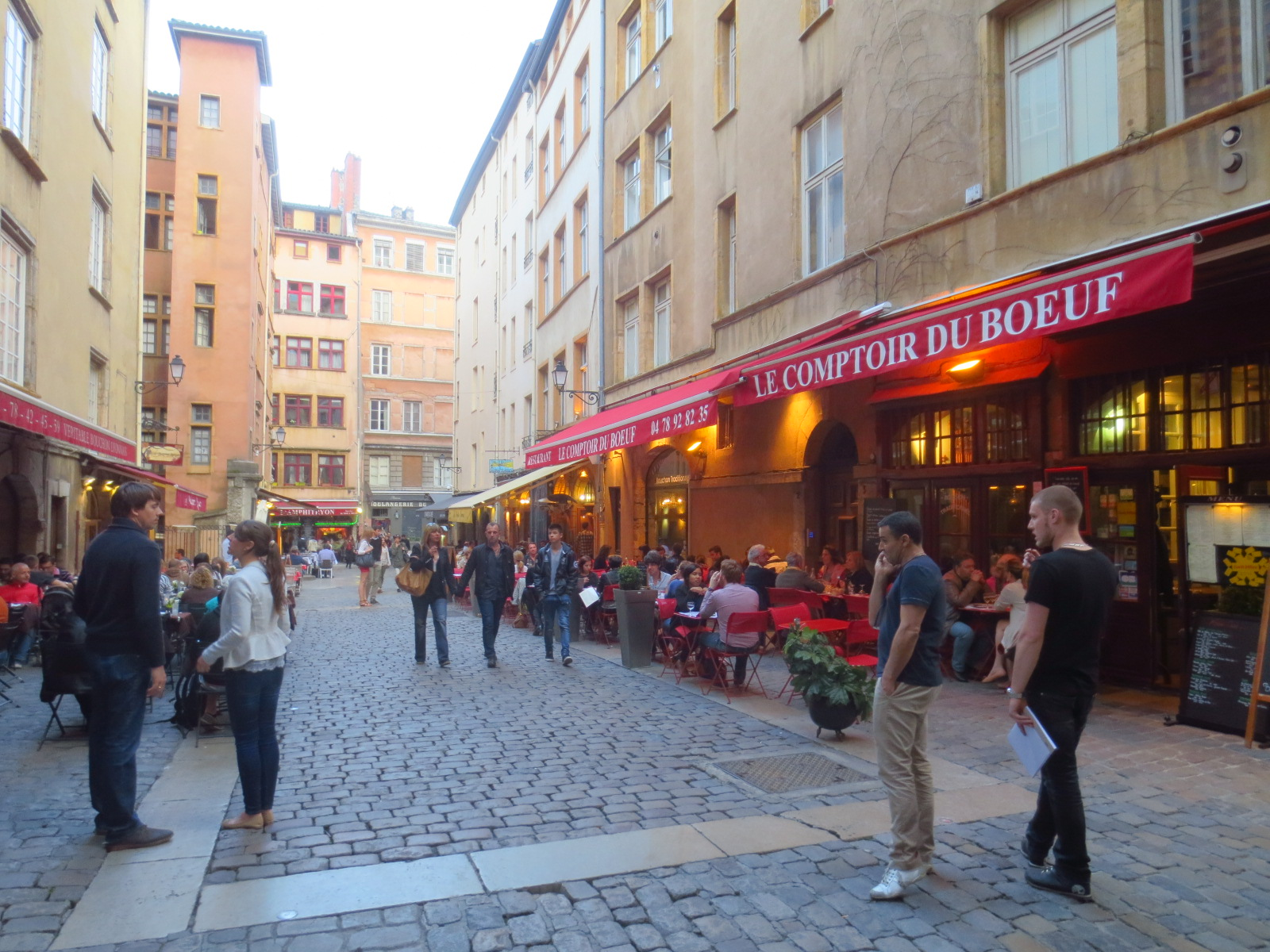
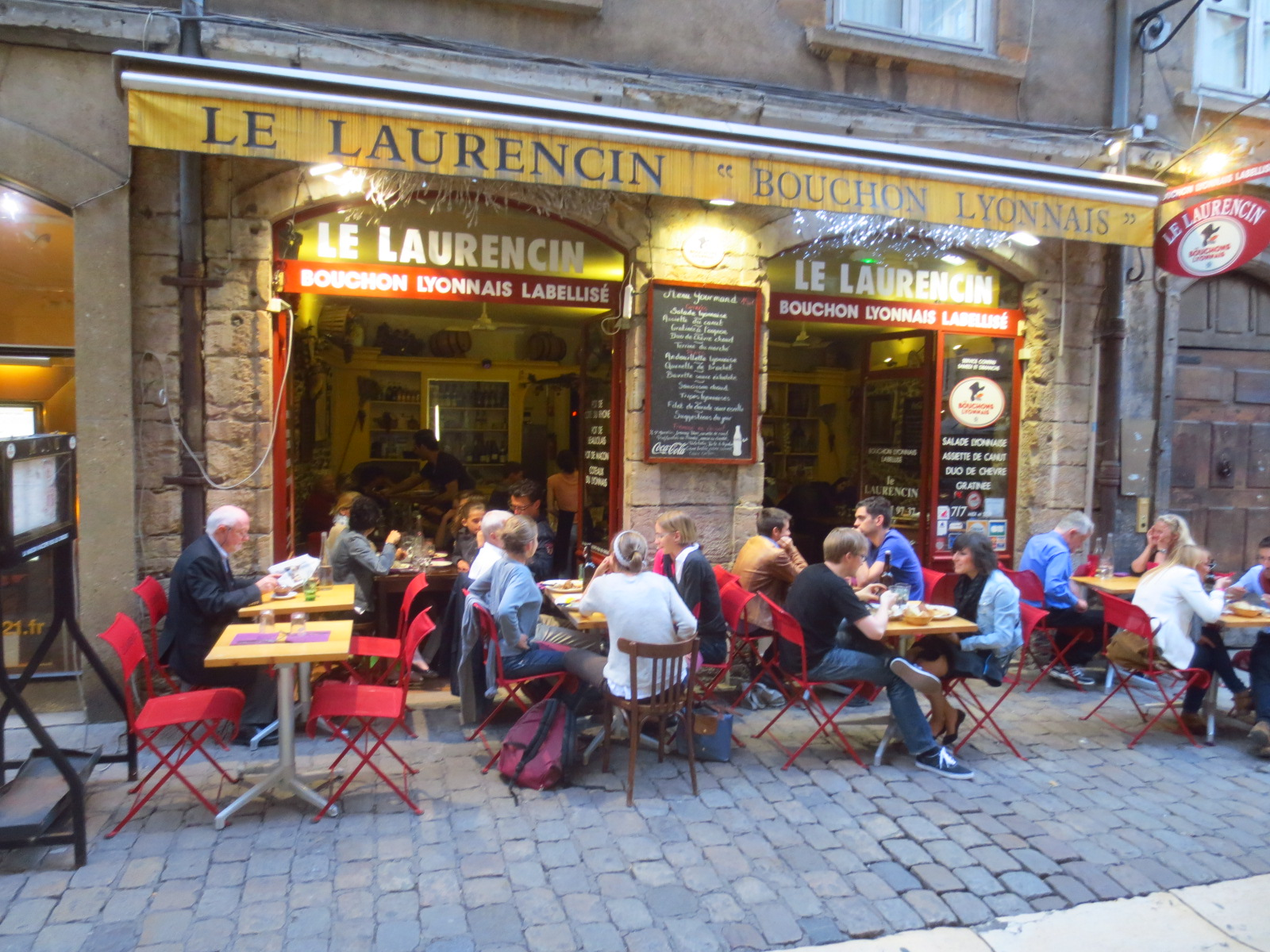
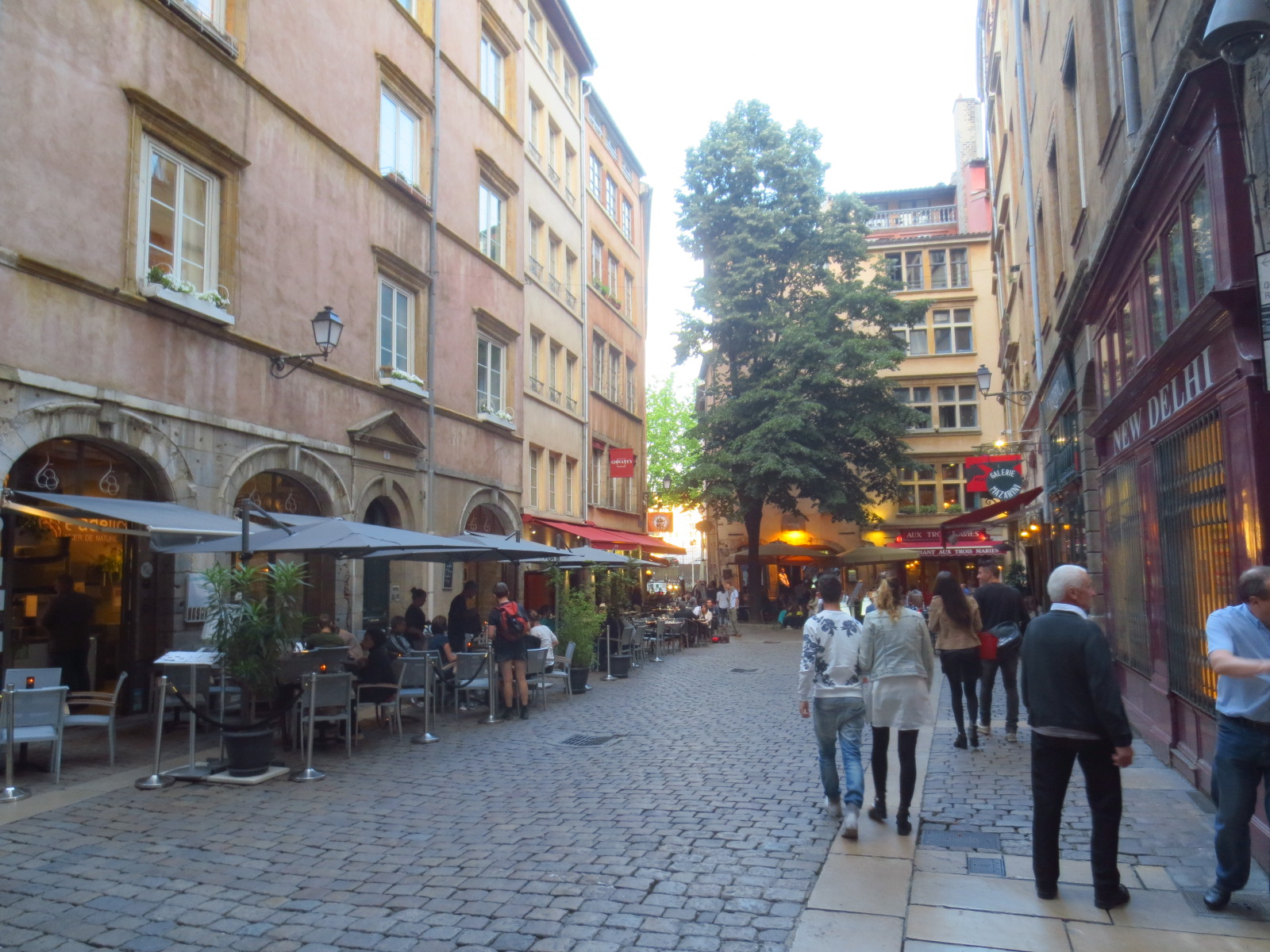
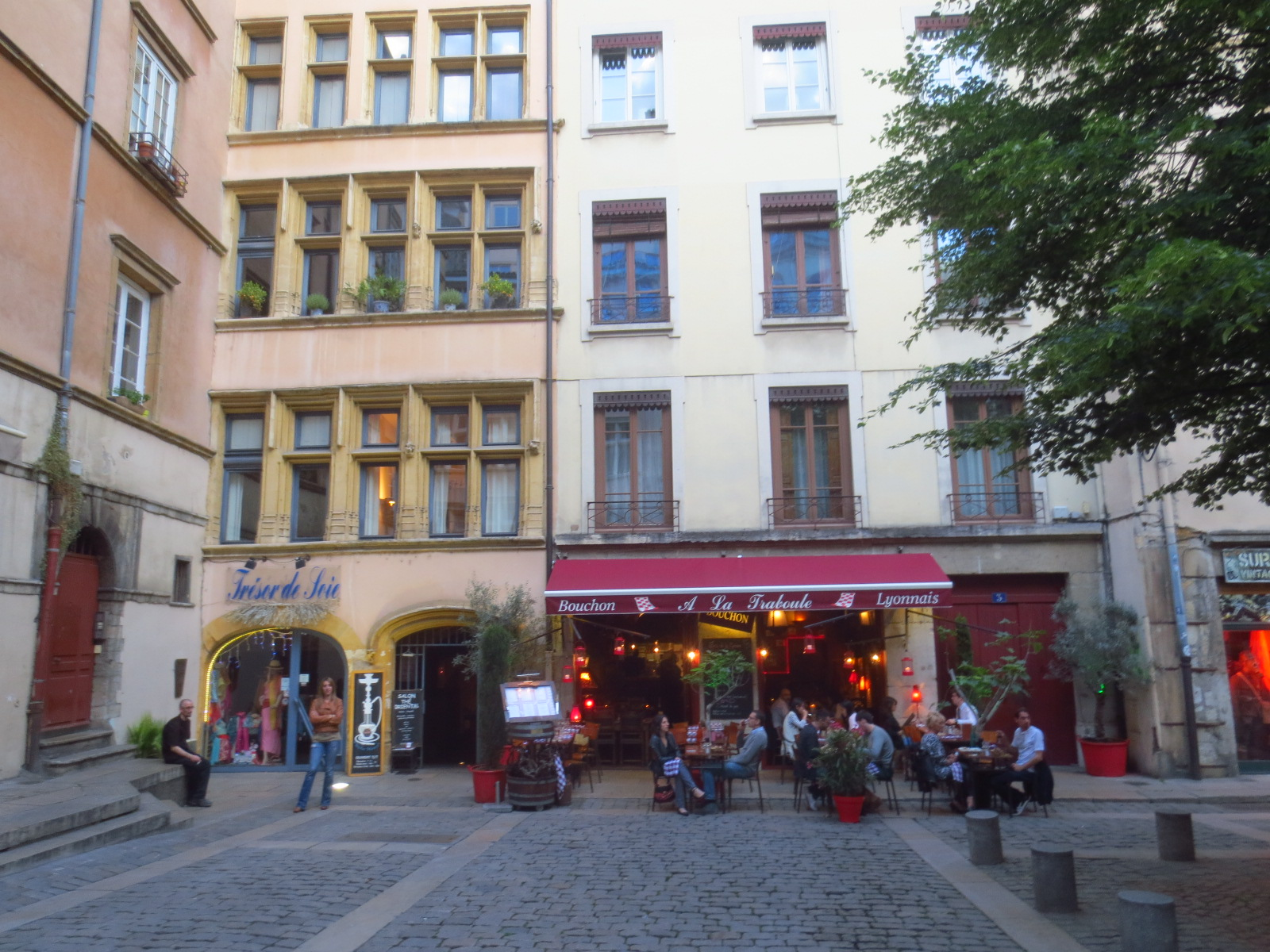
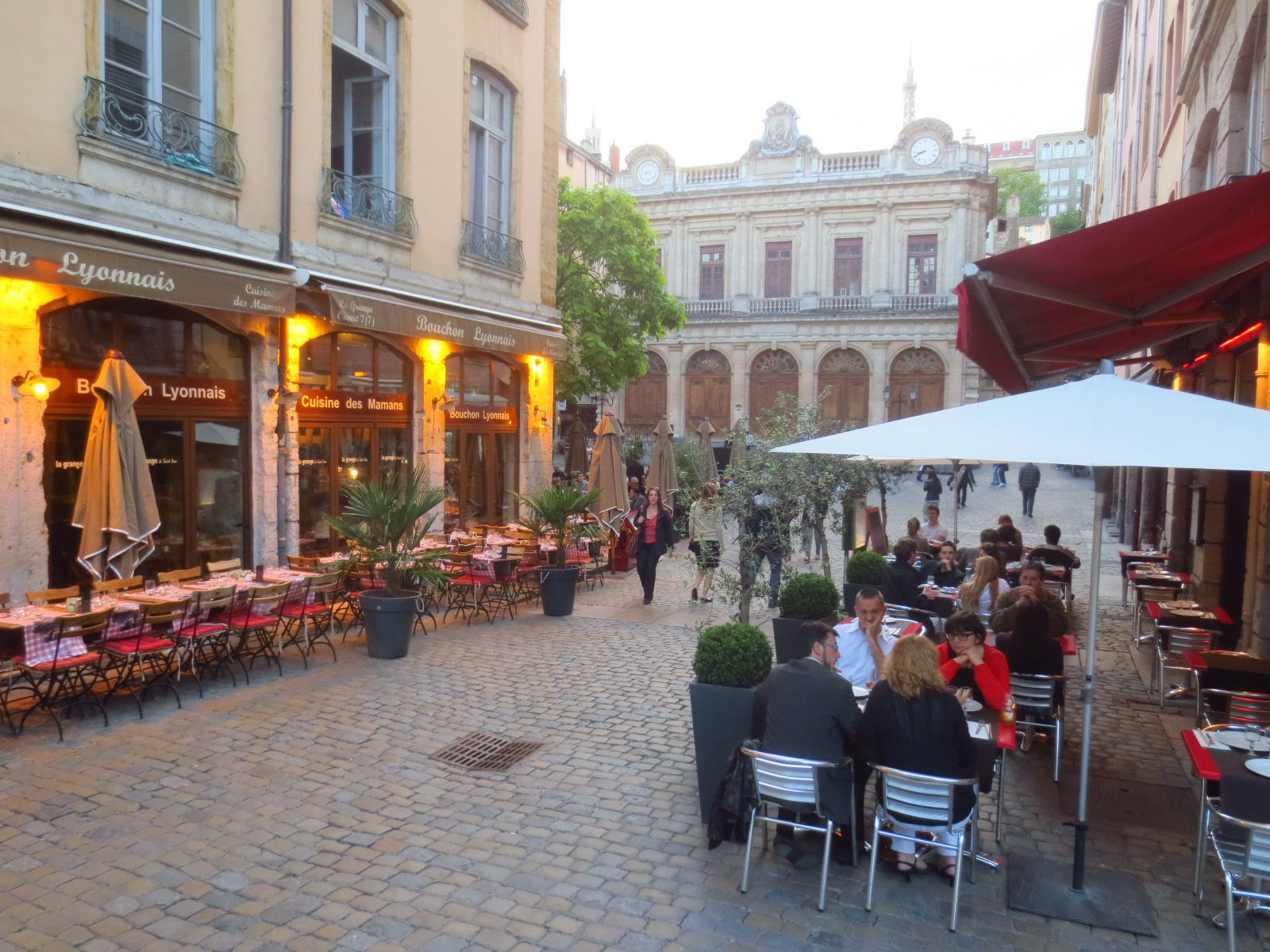
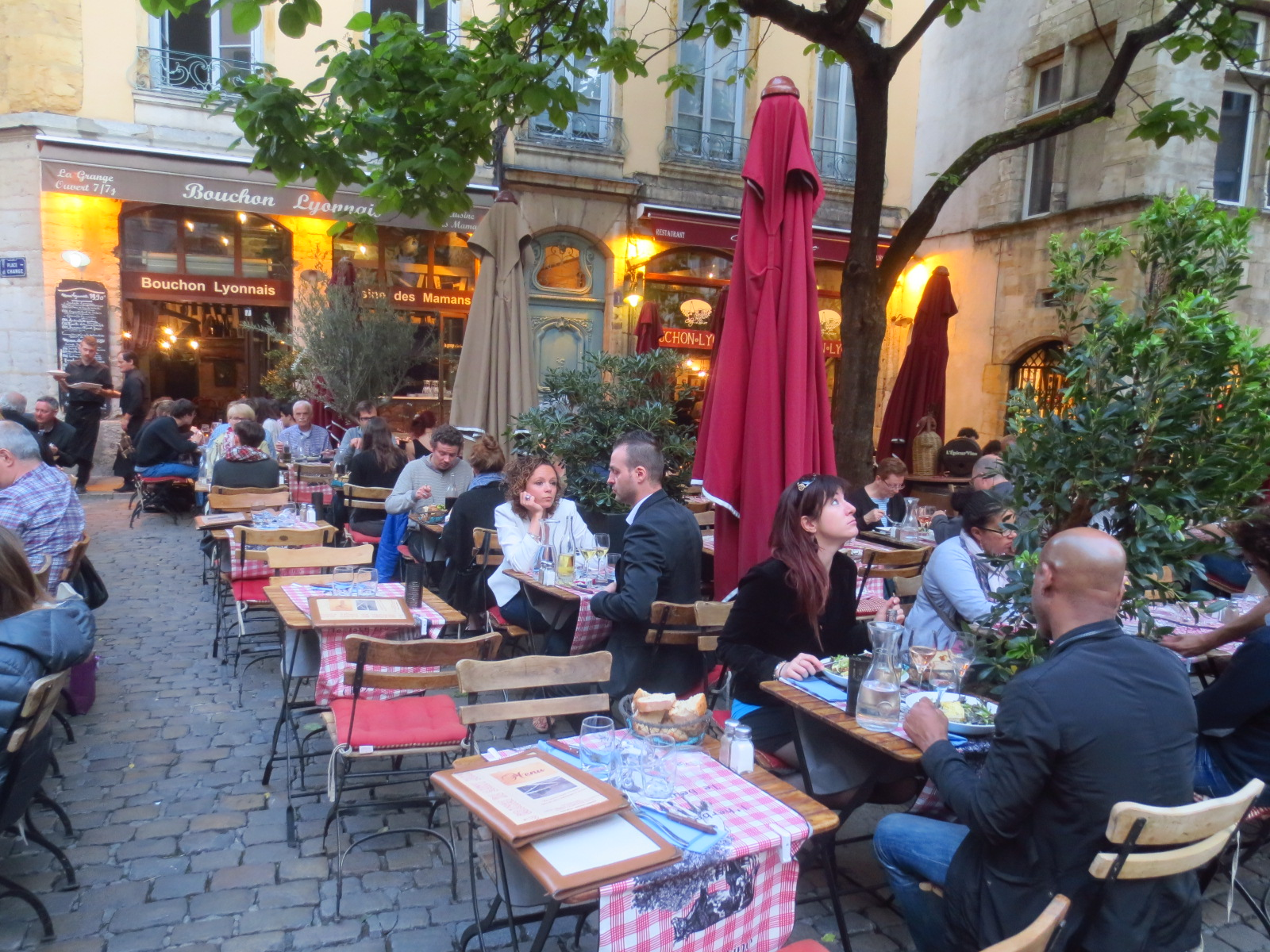
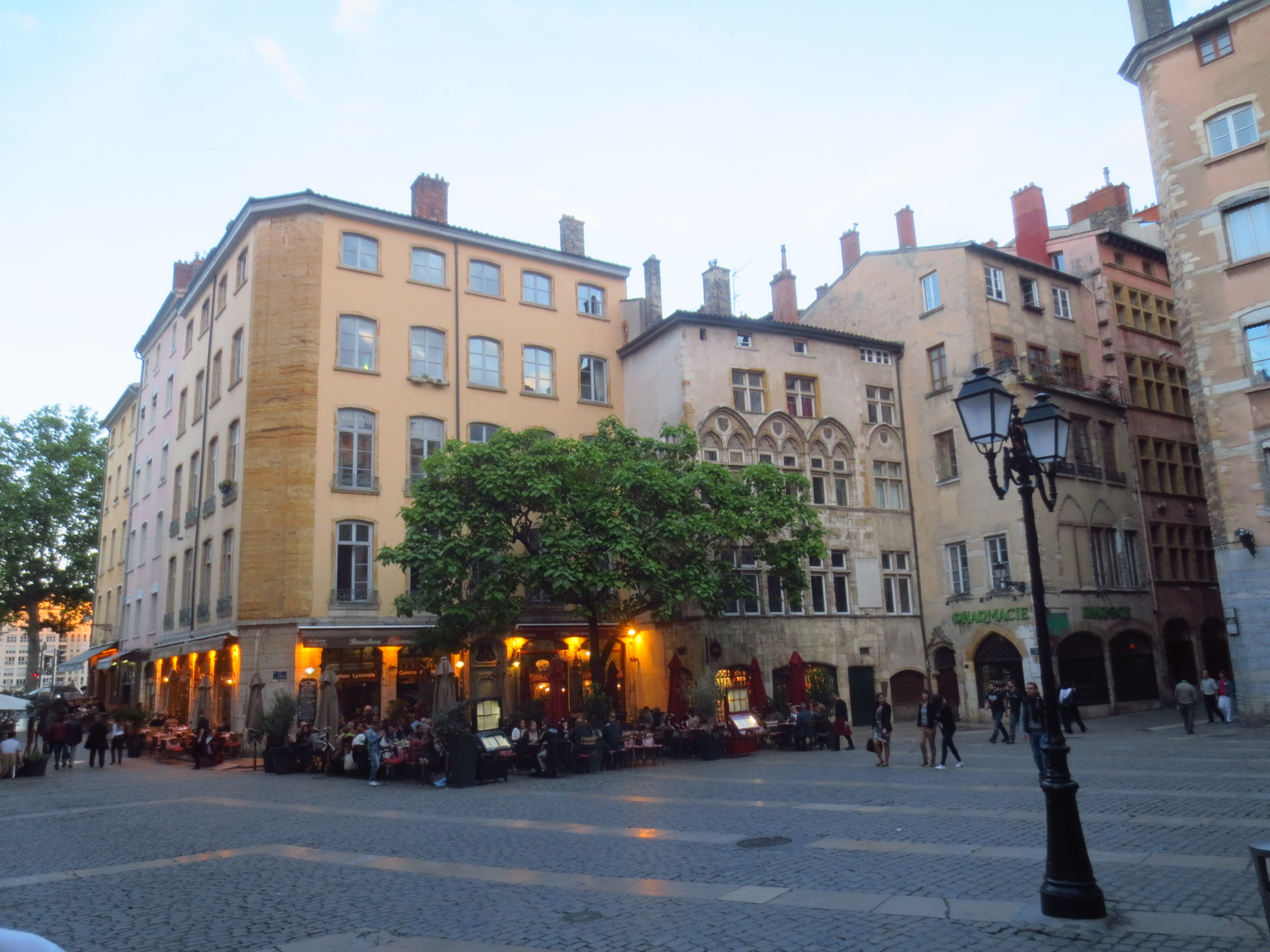
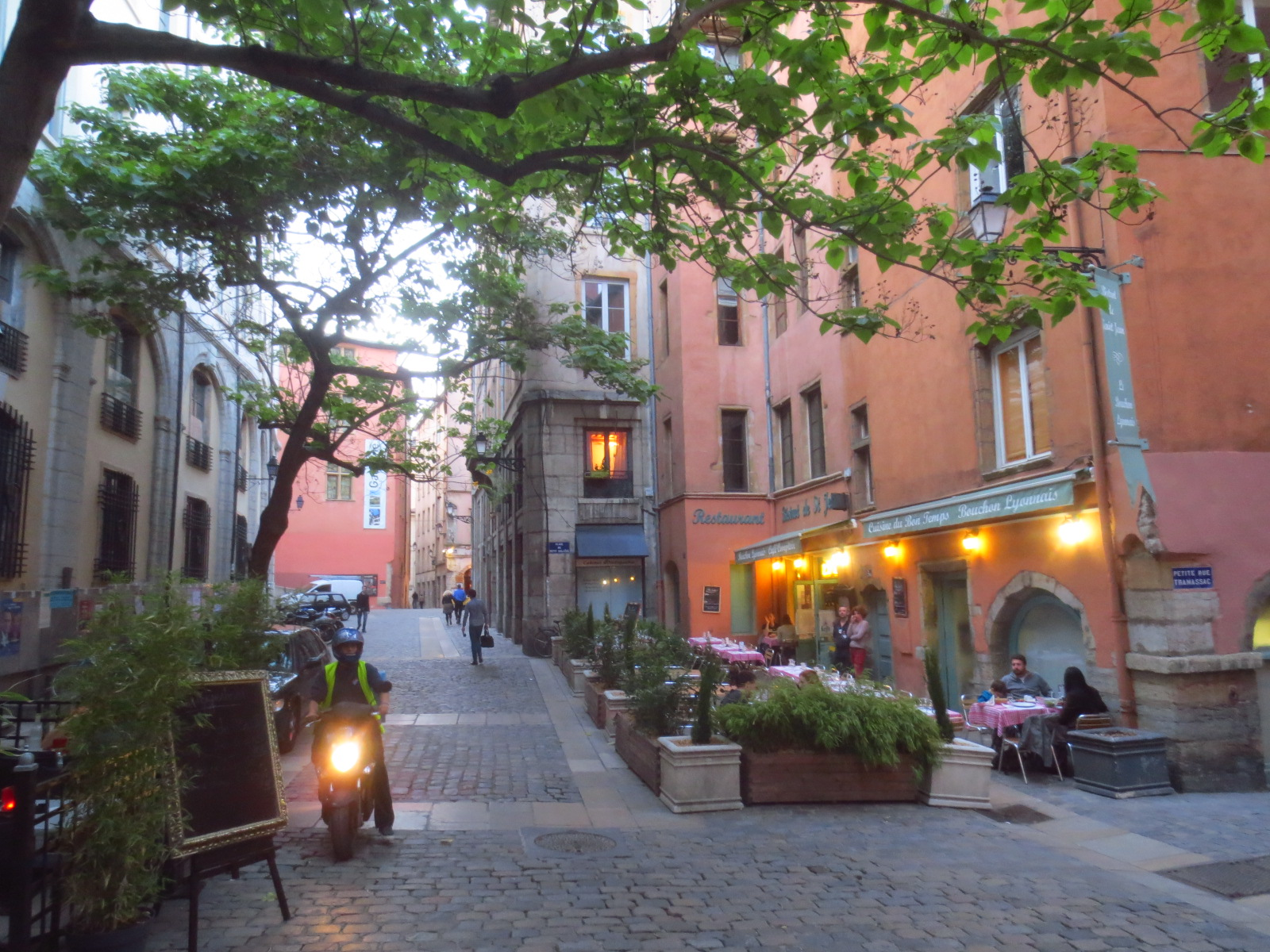
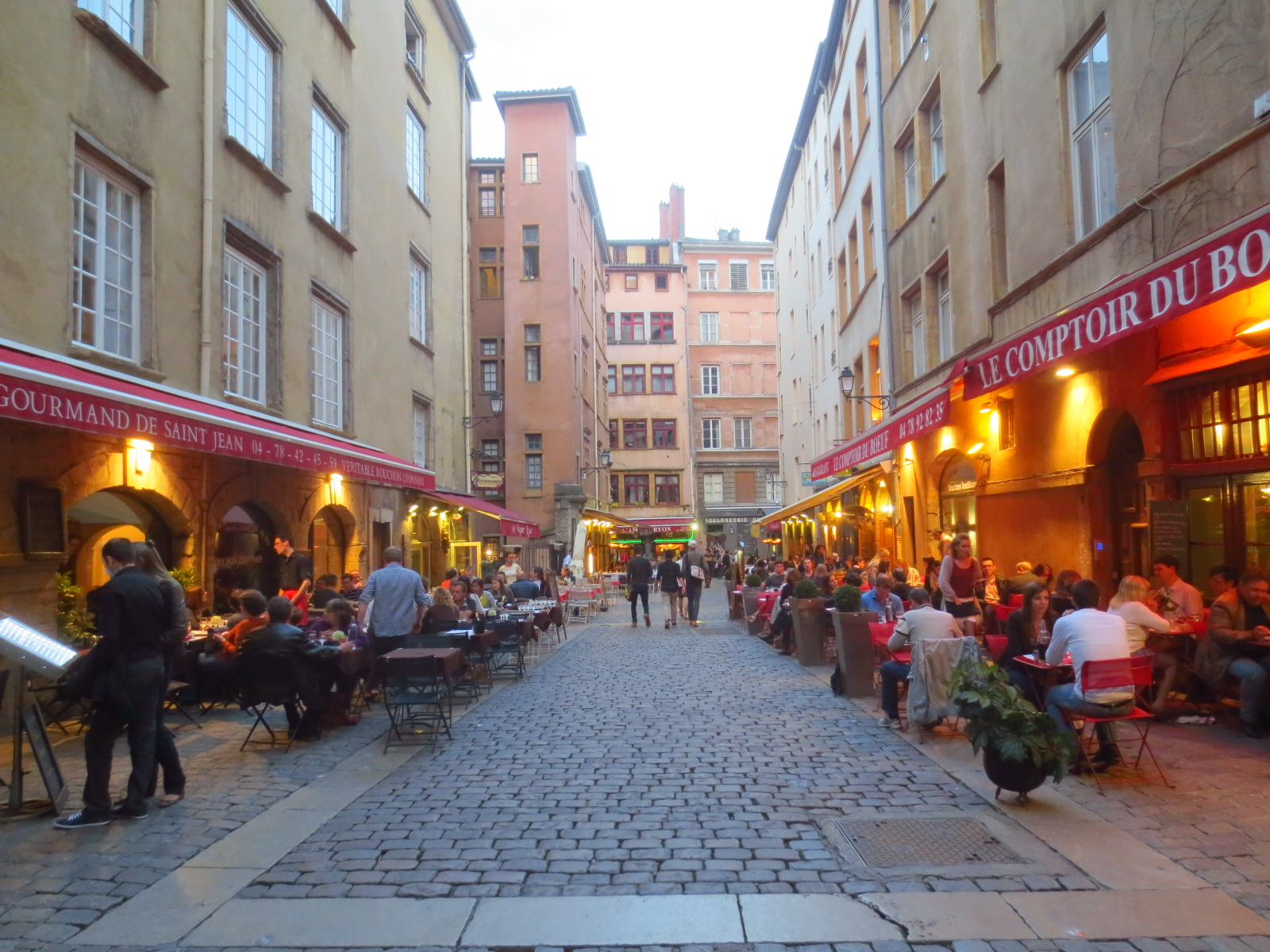

Outre ces sites les plus importants, on trouve encore : 
- La place de la baleine dont le nom provient probablement d'une enseigne d'auberge et possède aux numéros 5 et 6 d'intéressants impostes de bois et de ferronnerie.
- La rue des Trois-Maries, ce sont Marie-Salomé, Marie Jacobé, et Marie-Madeleine, toutes trois de saintes femmes, qui ont donné son nom à cette rue. Au numéro 7, une enseigne d'auberge rappelle qu'on y frappait monnaie au Palais de Roanne. Le mathématicien Girard Desargues (1591-1661) vécut dans un immeuble de cette rue.
- La rue de la Bombarde qui doit son nom, non à la bombarde (militaire) de bronze de 1772, visible au numéro 10, mais plus vraisemblablement d'un collège où l'on jouait du bombardon, ancêtre de la contrebasse.
- Avenue Adolphe Max : située juste à côté de la primatiale et menant au pont Bonaparte et à la place Bellecour, cette artère comprend le Palais archiépiscopal de Lyon, de Soufflot, qui abrita en 1734 la première séance de l'Académie des sciences. Le cardinal Joseph Fesch (oncle de l'empereur Napoléon Ier) y résida en 1802. Il abrite actuellement des expositions temporaires.
- La rue Tramassac conserve au numéro 27 une très belle maison du XVe siècle, et au numéro 30 une cour intérieure couverte d'un plafond aux poutres apparentes. Son nom viendrait de retro Massam -derrière le champ de Mars- ou de Trans Marsaut -au-delà des marécages, qui avait compté beaucoup de maisons insalubres.
- La place de la Trinité qui a servi de décor pour la pièce de Mourquet Le Déménagement de Guignol.
- La montée du Gourguillon avec sa pente raide grimpant vers Fourvière d'où l'eau ruisselait comme d'une gargouille. De superbes mosaïques provenant d'anciennes villas romaines y ont été découvertes.

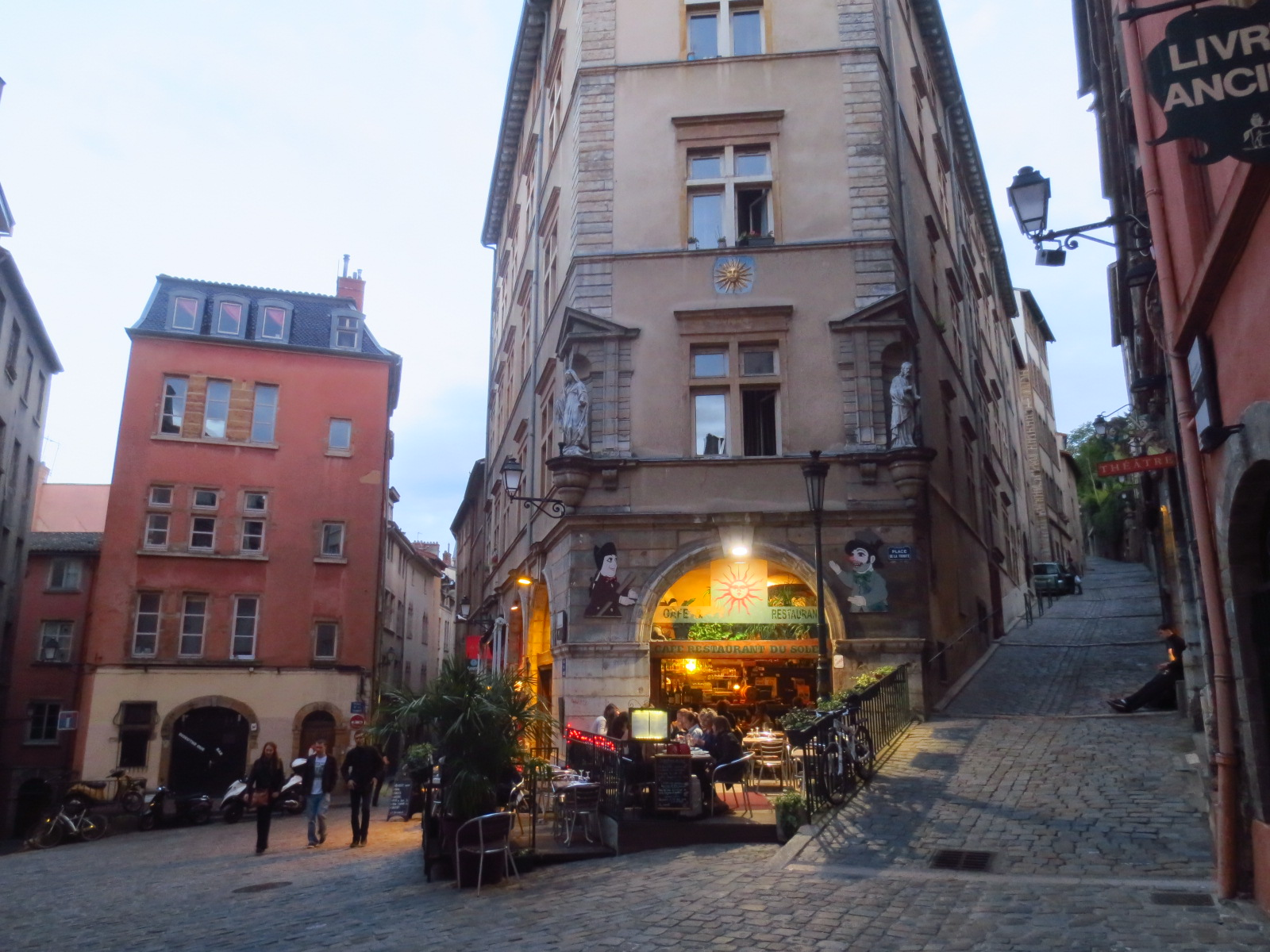
Place de la Trinité (Lyon), et Montée du Gourguillon
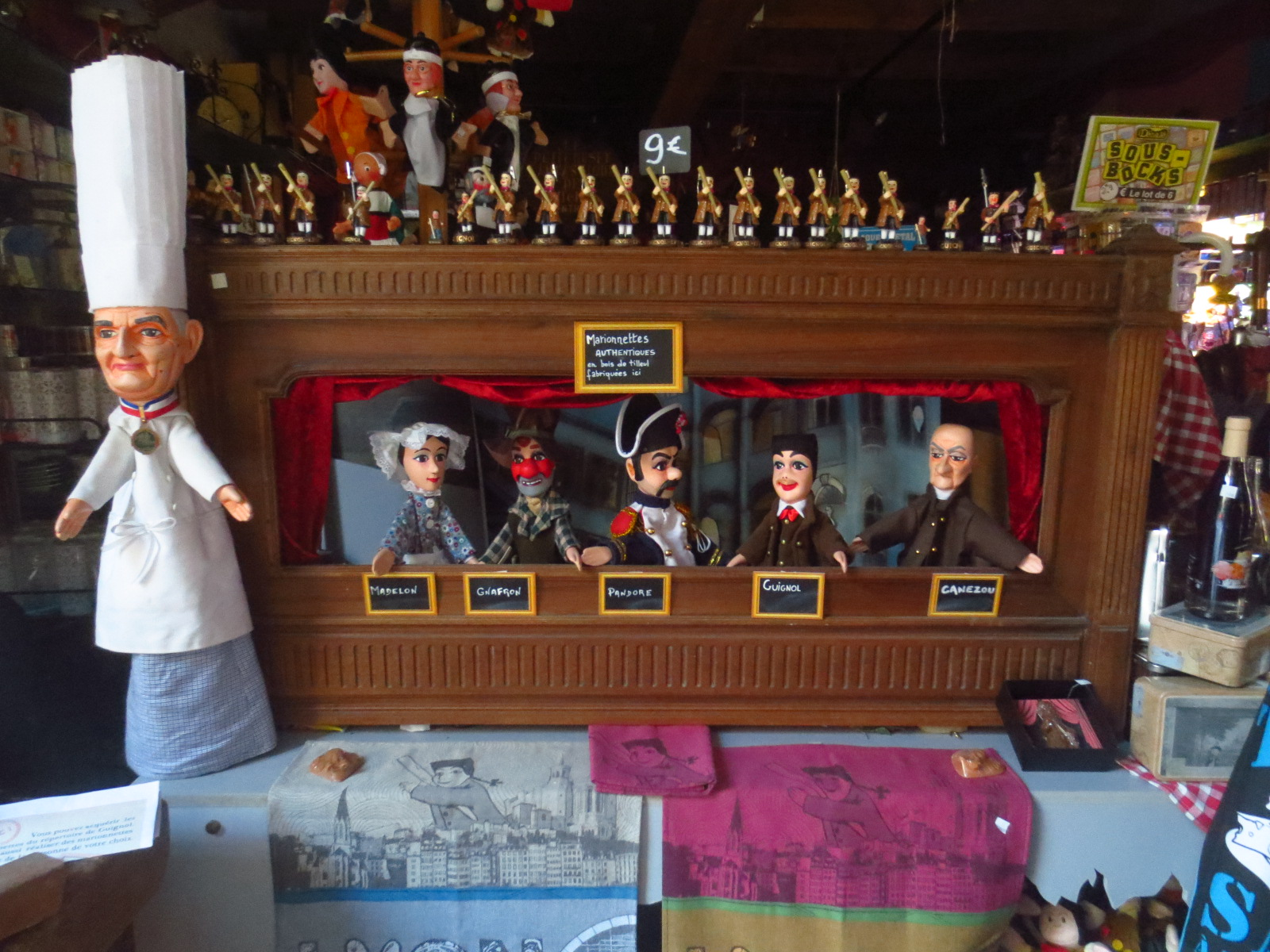
Théâtre de Guignol, Place de la Trinité
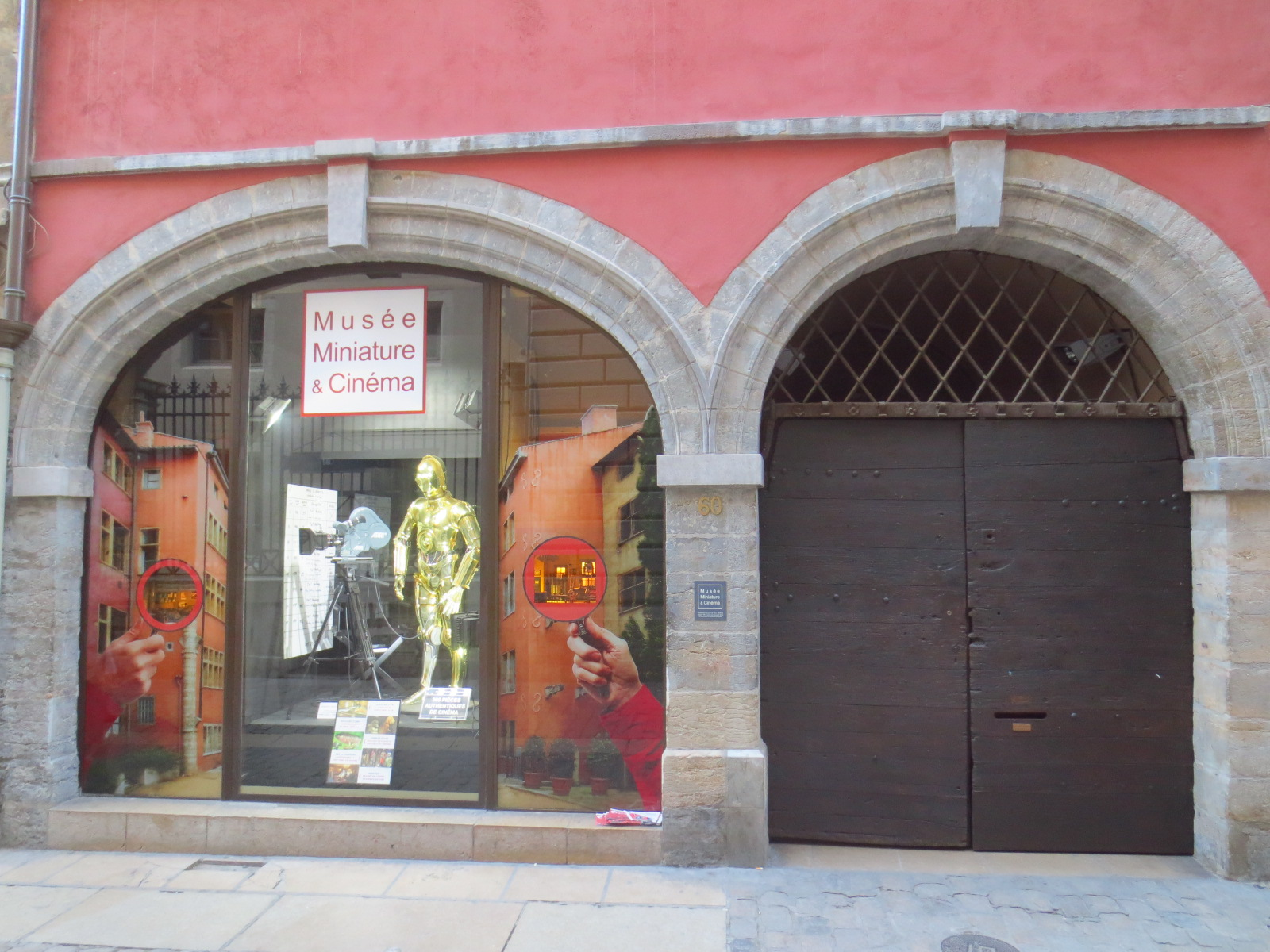
Musée Miniature et Cinéma
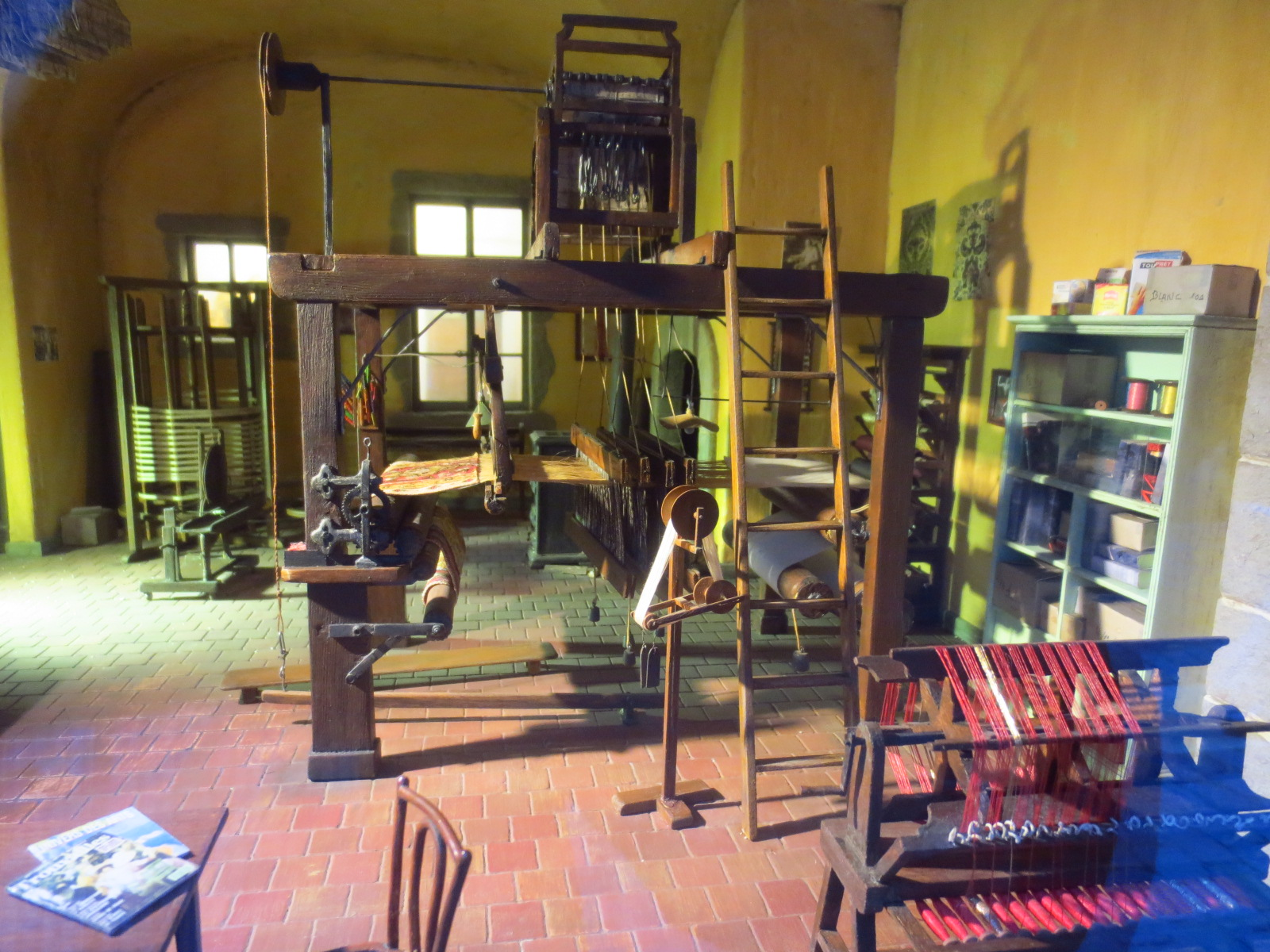
Métier à tisser, Musée Miniature et Cinéma
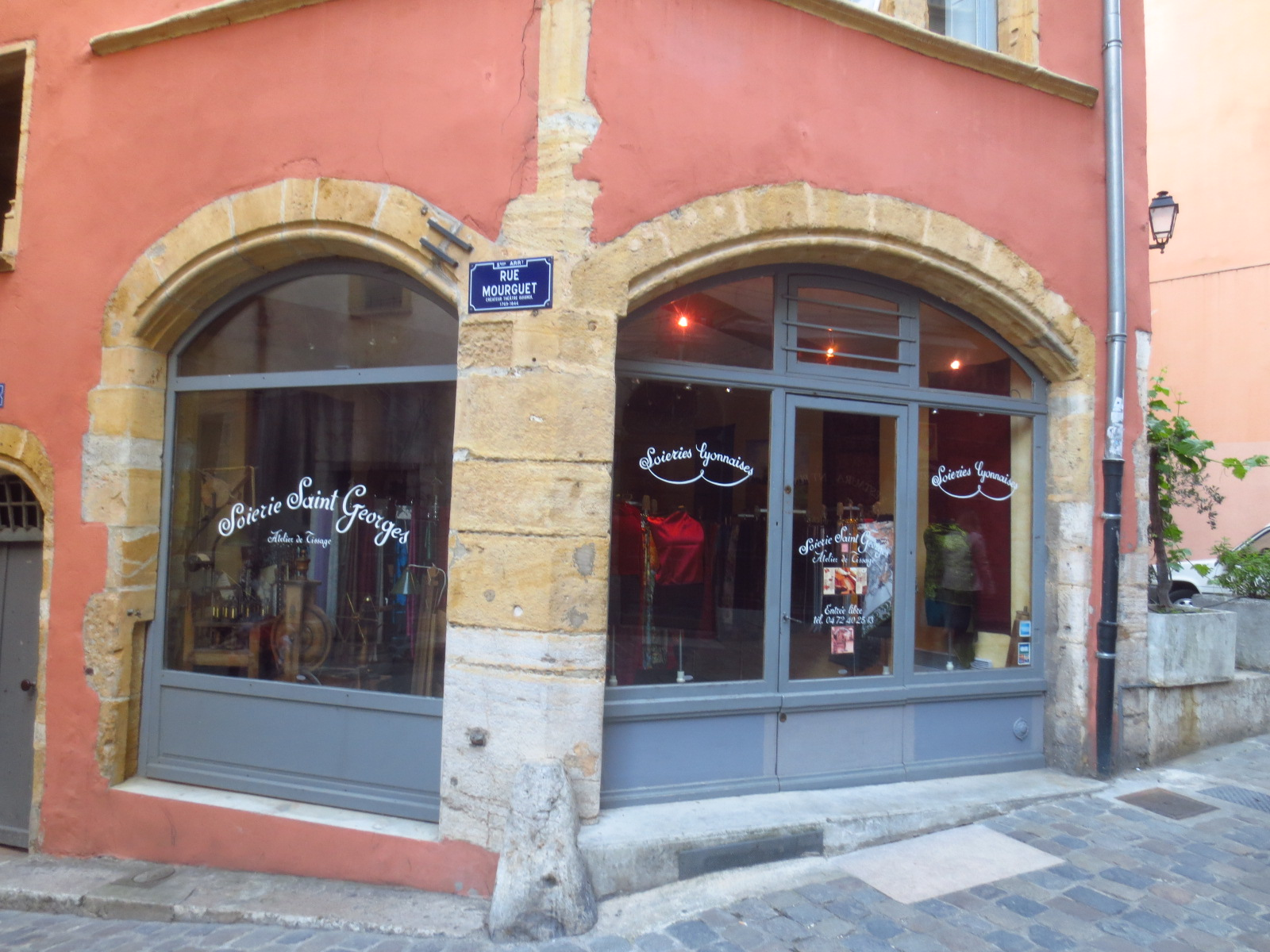
Boutique ancienne

## Accessibilité
Ce site est desservi par la station de métro Vieux Lyon - Cathédrale Saint-Jean, ainsi que par les funiculaires de Lyon.